# Liste der Landtagswahlkreise in Sachsen

Landtagswahlkreise in Sachsen seit 2024

Diese Liste der Landtagswahlkreise in Sachsen listet alle Wahlkreise zur Wahl des Sächsischen Landtags auf.

## Beschreibung
Dem Sächsischen Landtag gehören 120 Abgeordnete an. Hiervon werden 60 über Landeslisten (Zweitstimme) und weitere 60 über Wahlkreise (Erststimme) gewählt. Der Wahlkreiskandidat mit relativer Mehrheit ist jeweils gewählt. Bei Stimmgleichheit entscheidet das Los, das der Kreiswahlleiter zieht.
Im Gegensatz zu der Regelung der Bundestagswahl sieht das Landeswahlgesetz Ausgleichsmandate vor, wenn eine Partei mehr Wahlkreisabgeordnete stellt, als ihr nach der Zweitstimme zustehen würden (Überhangmandate). Es ist also immer sichergestellt, dass die Stärke der Fraktionen dem Zweitstimmenergebnis entspricht.
Die Wahlkreise selbst sind in der Anlage zu § 2 Abs. 1 des Sächsischen Wahlgesetzes geregelt.
Zur ersten Landtagswahl 1990 wurde das Land Sachsen noch in 80 Wahlkreise unterteilt. Die Mindestzahl der Sitze lag bei 160. Die Einteilung der Wahlkreise wurde, zusammen mit der der anderen neuen Bundesländer, von der Volkskammer bestimmt. Die Wahlkreise sollten dabei etwa 60.000 Einwohner umfassen, die maximale Abweichung betrug 25 Prozent.
Zur Landtagswahl 1994 wurden die Sitze auf 120 und die Zahl der Wahlkreise auf 60 reduziert. Die Wahlkreise wurden zudem der kommunalen Neugliederung angepasst. Zur Landtagswahl 2004 wurde die Einteilung erneut verändert, diese Wahlkreisbeschreibungen galten auch für die Landtagswahl 2009. Zur Landtagswahl 2014 fand eine weitere Neuabgrenzung statt, um der zweiten Kreisreform sowie der Bevölkerungsentwicklung Rechnung zu tragen.
Für die Landtagswahl 2024 wurden die Wahlkreise neu verteilt und zugeschnitten, um den Bevölkerungsrückgang auf dem Land und die wachsenden Bevölkerung in Leipzig und Dresden abzubilden. So hat Vogtland nur noch 3 Wahlkreise, Mittelsachsen nur noch 4. Dafür erhalten Leipzig und Dresden jeweils einen achten Wahlkreis.

## Wahlkreise

### Einteilung zur Wahl 2024
| Nr. | Wahlkreis                          | Gebiet | Wahlberechtigte |
| Nr. | Wahlkreis                          | Gebiet | 2024            |
| --- | ---------------------------------- | --- | --------------- |
| 1   | Vogtland 1                         | Städte: Plauen, Pausa-Mühltroff Gemeinden: Rosenbach, Weischlitz im Vogtlandkreis | 61.178          |
| 2   | Vogtland 2                         | Städte: Adorf, Auerbach, Bad Elster, Falkenstein, Klingenthal, Markneukirchen, Rodewisch, Schöneck Gemeinden: Bad Brambach, Ellefeld, Grünbach, Mühlental, Muldenhammer, Neustadt, Steinberg im Vogtlandkreis                                                                                | 59.051          |
| 3   | Vogtland 3                         | Städte: Elsterberg, Lengenfeld, Netzschkau, Oelsnitz, Reichenbach im Vogtland, Treuen Gemeinden: Bergen, Bösenbrunn, Eichigt, Heinsdorfergrund, Limbach, Neumark, Neuensalz, Pöhl, Theuma, Tirpersdorf, Triebel, Werda im Vogtlandkreis                                                      | 58.471          |
| 4   | Zwickau 1                          | Städte: Hartenstein, Kirchberg, Wildenfels, Wilkau-Haßlau Gemeinden: Crinitzberg, Hartmannsdorf, Hirschfeld, Langenweißbach, Lichtentanne, Mülsen, Reinsdorf im Landkreis Zwickau | 45.919          |
| 5   | Zwickau 2                          | Städte: Crimmitschau, Werdau Gemeinden: Dennheritz, Fraureuth, Langenbernsdorf, Neukirchen Stadtbezirk: West der Stadt Zwickau im Landkreis Zwickau | 54.311          |
| 6   | Zwickau 3                          | die Stadtbezirke Mitte, Ost, Nord und Süd der Stadt Zwickau im Landkreis Zwickau | 54.753          |
| 7   | Zwickau 4                          | Städte: Glauchau, Lichtenstein, Meerane, Waldenburg Gemeinden: Bernsdorf, Oberwiera, Remse, Schönberg, St. Egidien im Landkreis Zwickau | 48.548          |
| 8   | Zwickau 5                          | Städte: Hohenstein-Ernstthal, Limbach-Oberfrohna, Oberlungwitz Gemeinden: Callenberg, Gersdorf, Niederfrohna im Landkreis Zwickau | 44.303          |
| 9   | Chemnitz 1                         | von der Stadt Chemnitz die Stadtteile: Altendorf, Grüna, Hutholz, Kaßberg, Mittelbach, Morgenleite, Rabenstein, Reichenbrand, Röhrsdorf, Rottluff, Schloßchemnitz, Siegmar und Stelzendorf                                                                                                   | 62.113          |
| 10  | Chemnitz 2                         | von der Stadt Chemnitz die Stadtteile: Borna-Heinersdorf, Ebersdorf, Furth, Gablenz, Glösa-Draisdorf, Hilbersdorf, Lutherviertel, Sonnenberg, Wittgensdorf, Yorckgebiet und Zentrum | 61.172          |
| 11  | Chemnitz 3                         | von der Stadt Chemnitz die Stadtteile: Adelsberg, Altchemnitz, Bernsdorf, Einsiedel, Erfenschlag, Euba, Harthau, Helbersdorf, Kapellenberg, Kappel, Klaffenbach, Kleinolbersdorf-Altenhain, Markersdorf, Reichenhain und Schönau                                                             | 59.892          |
| 12  | Erzgebirge 1                       | Städte: Lugau, Oelsnitz, Stollberg, Thalheim Gemeinden: Amtsberg, Auerbach, Burkhardtsdorf, Gornsdorf, Hohndorf, Jahnsdorf, Neukirchen, Niederdorf, Niederwürschnitz im Erzgebirgskreis | 56.630          |
| 13  | Erzgebirge 2                       | Städte: Aue-Bad Schlema, Eibenstock, Schneeberg Gemeinden: Bockau, Schönheide, Stützengrün, Zschorlau im Erzgebirgskreis | 44.807          |
| 14  | Erzgebirge 3                       | Städte: Elterlein, Grünhain-Beierfeld, Johanngeorgenstadt, Lauter-Bernsbach, Lößnitz, Schwarzenberg, Zwönitz Gemeinden: Breitenbrunn, Raschau-Markersbach im Erzgebirgskreis | 54.504          |
| 15  | Erzgebirge 4                       | Städte: Annaberg-Buchholz, Ehrenfriedersdorf, Geyer, Jöhstadt, Oberwiesenthal, Scheibenberg, Schlettau, Thum Gemeinden: Bärenstein, Crottendorf, Gelenau, Königswalde, Mildenau, Sehmatal, Tannenberg, Thermalbad Wiesenbad im Erzgebirgskreis                                               | 54.630          |
| 16  | Erzgebirge 5                       | Städte: Marienberg, Olbernhau, Pockau-Lengefeld, Wolkenstein, Zschopau Gemeinden: Börnichen, Deutschneudorf, Drebach, Gornau, Großolbersdorf, Großrückerswalde, Grünhainichen, Heidersdorf, Seiffen im Erzgebirgskreis                                                                       | 56.844          |
| 17  | Mittelsachsen 1                    | Städte: Frauenstein, Freiberg, Großschirma, Sayda Gemeinden: Bobritzsch-Hilbersdorf, Dorfchemnitz, Halsbrücke, Lichtenberg, Mulda, Neuhausen, Rechenberg-Bienenmühle, Reinsberg im Landkreis Mittelsachsen                                                                                   | 59.644          |
| 18  | Mittelsachsen 2                    | Städte: Augustusburg, Brand-Erbisdorf, Flöha, Frankenberg, Hainichen, Oederan Gemeinden: Eppendorf, Großhartmannsdorf, Leubsdorf, Niederwiesa, Oberschöna im Landkreis Mittelsachsen | 58.262          |
| 19  | Mittelsachsen 3                    | Städte: Burgstädt, Lunzenau, Mittweida, Penig, Rochlitz Gemeinden: Altmittweida, Claußnitz, Erlau, Hartmannsdorf, Königsfeld, Königshain-Wiederau, Lichtenau, Mühlau, Rossau, Seelitz, Taura, Wechselburg, Zettlitz im Landkreis Mittelsachsen                                               | 60.971          |
| 20  | Mittelsachsen 4                    | Städte: Döbeln, Geringswalde, Hartha, Leisnig, Roßwein, Waldheim Gemeinden: Großweitzschen, Kriebstein, Jahnatal, Rossau, Striegistal im Landkreis Mittelsachsen | 60.817          |
| 21  | Leipzig Land 1                     | Städte: Borna, Frohburg, Geithain, Kitzscher, Regis-Breitingen, Rötha Gemeinden: Neukieritzsch im Landkreis Leipzig | 49.209          |
| 22  | Leipzig Land 2                     | Städte: Böhlen, Groitzsch, Markkleeberg, Markranstädt, Pegau, Zwenkau Gemeinden: Elstertrebnitz im Landkreis Leipzig | 58.654          |
| 23  | Leipzig Land 3                     | Städte: Bad Lausick, Colditz, Grimma, Naunhof Gemeinden: Belgershain, Großpösna, Otterwisch, Parthenstein im Landkreis Leipzig | 54.499          |
| 24  | Leipzig Land 4                     | Städte: Brandis, Trebsen/Mulde, Wurzen Gemeinden: Bennewitz, Borsdorf, Lossatal, Machern, Thallwitz im Landkreis Leipzig | 48.205          |
| 25  | Leipzig 1                          | von der Stadt Leipzig der Stadtbezirk Mitte ohne die Ortsteile Zentrum-Nordwest und Zentrum-Nord, vom Stadtbezirk Ost der Ortsteil Neustadt-Neuschönefeld, vom Stadtbezirk Südost der Ortsteil Reudnitz-Thonberg                                                                             | 59.218          |
| 26  | Leipzig 2                          | von der Stadt Leipzig der Stadtbezirk Ost ohne die Ortsteile Neustadt-Neuschönefeld, Volkmarsdorf und Anger-Crottendorf, vom Stadtbezirk Südost die Ortsteile Liebertwolkwitz, Holzhausen und Stötteritz                                                                                     | 58.868          |
| 27  | Leipzig 3                          | von der Stadt Leipzig der Stadtbezirk Nord ohne die Ortsteile Seehausen und Wiederitzsch, vom Stadtbezirk Mitte der Ortsteil Zentrum-Nord | 51.596          |
| 28  | Leipzig 4                          | von der Stadt Leipzig der Stadtbezirk Süd, vom Stadtbezirk Südost die Ortsteile Probstheida und Meusdorf | 58.899          |
| 29  | Leipzig 5                          | von der Stadt Leipzig der Stadtbezirk West, der Stadtbezirk Südwest ohne die Ortsteile Schleußig und Plagwitz | 60.331          |
| 30  | Leipzig 6                          | von der Stadt Leipzig vom Stadtbezirk Südwest die Ortsteile Schleußig und Plagwitz, der Stadtbezirk Alt-West ohne die Ortsteile Böhlitz-Ehrenberg und Burghausen-Rückmarsdorf | 54.817          |
| 31  | Leipzig 7                          | von der Stadt Leipzig der Stadtbezirk Nordwest, vom Stadtbezirk Mitte der Ortsteil Zentrum-Nordwest, vom Stadtbezirk Alt-West die Ortsteile Böhlitz-Ehrenberg und Burghausen-Rückmarsdorf | 46.264          |
| 32  | Leipzig 8                          | von der Stadt Leipzig der Stadtbezirk Nordost, vom Stadtbezirk Ost die Ortsteile Volkmarsdorf und Anger-Crottendorf, vom Stadtbezirk Nord die Ortsteile Seehausen und Wiederitzsch | 61.649          |
| 33  | Nordsachsen 1                      | Städte: Delitzsch, Schkeuditz Gemeinden: Krostitz, Löbnitz, Rackwitz, Schönwölkau und Wiedemar im Landkreis Nordsachsen | 50.244          |
| 34  | Nordsachsen 2                      | Städte: Bad Düben, Dommitzsch, Eilenburg, Taucha Gemeinden: Doberschütz, Elsnig, Jesewitz, Laußig, Mockrehna, Trossin, Zschepplin im Landkreis Nordsachsen | 50.759          |
| 35  | Nordsachsen 3                      | Städte: Belgern-Schildau, Dahlen, Mügeln, Oschatz, Torgau Gemeinden: Arzberg, Beilrode, Cavertitz, Dreiheide, Liebschützberg, Naundorf, Wermsdorf im Landkreis Nordsachsen | 57.556          |
| 36  | Meißen 1                           | Städte: Lommatzsch, Riesa, Strehla Gemeinden: Diera-Zehren, Hirschstein, Käbschütztal, Stauchitz, Zeithain im Landkreis Meißen | 43.835          |
| 37  | Meißen 2                           | Städte: Gröditz, Großenhain, Radeburg Gemeinden: Ebersbach, Glaubitz, Lampertswalde, Nünchritz, Priestewitz, Röderaue, Schönfeld, Thiendorf, Wülknitz im Landkreis Meißen | 48.153          |
| 38  | Meißen 3                           | Städte: Meißen, Nossen Gemeinden: Klipphausen, Niederau, Weinböhla im Landkreis Meißen | 50.723          |
| 39  | Meißen 4                           | Städte: Coswig und Radebeul Gemeinde: Moritzburg im Landkreis Meißen: | 50.344          |
| 40  | Dresden 1                          | von der Stadt Dresden der Stadtbezirk Klotzsche, vom Stadtbezirk Pieschen die Stadtteile Kaditz, Mickten und Trachau, vom Stadtbezirk Loschwitz der Stadtteil Dresdner Heide, die Ortschaften Langebrück, Schönborn und Weixdorf                                                             | 47.614          |
| 41  | Dresden 2                          | von der Stadt Dresden der Stadtbezirk Neustadt, vom Stadtbezirk Altstadt die Stadtteile Johannstadt-Nord und Johannstadt-Süd | 55.694          |
| 42  | Dresden 3                          | von der Stadt Dresden der Stadtbezirk Leuben, der Stadtbezirk Loschwitz ohne den Stadtteil Dresdner Heide, die Ortschaft Schönfeld-Weißig | 57.061          |
| 43  | Dresden 4                          | von der Stadt Dresden vom Stadtbezirk Blasewitz die Stadtteile Tolkewitz/Seidnitz-Nord und Seidnitz/Dobritz, der Stadtbezirk Prohlis ohne den Stadtteil Strehlen | 54.080          |
| 44  | Dresden 5                          | von der Stadt Dresden der Stadtbezirk Blasewitz ohne die Stadtteile Tolkewitz/Seidnitz-Nord und Seidnitz/Dobritz | 48.687          |
| 45  | Dresden 6                          | von der Stadt Dresden der Stadtbezirk Altstadt ohne die Stadtteile Johannstadt-Nord und Johannstadt-Süd, der Stadtbezirk Pieschen ohne die Stadtteile Kaditz, Mickten und Trachau vom Stadtbezirk Prohlis der Stadtteil Strehlen                                                             | 51.177          |
| 46  | Dresden 7                          | von der Stadt Dresden der Stadtbezirk Cotta ohne Löbtau-Nord und Löbtau-Süd, die Ortschaften Altfranken, Cossebaude, Oberwartha, Mobschatz und Gompitz | 48.128          |
| 47  | Dresden 8                          | von der Stadt Dresden der Stadtbezirk Plauen, vom Stadtbezirk Cotta die Stadtteile Löbtau-Nord und Löbtau-Süd | 55.380          |
| 48  | Sächsische Schweiz-Osterzgebirge 1 | Städte: Freital, Tharandt, Wilsdruff Gemeinde: Dorfhain im Landkreis Sächsische Schweiz-Osterzgebirge | 47.874          |
| 49  | Sächsische Schweiz-Osterzgebirge 2 | Städte: Altenberg, Dippoldiswalde, Glashütte, Rabenau Gemeinden: Bannewitz, Hartmannsdorf-Reichenau, Hermsdorf, Klingenberg, Kreischa im Landkreis Sächsische Schweiz-Osterzgebirge | 45.871          |
| 50  | Sächsische Schweiz-Osterzgebirge 3 | Städte: Bad Gottleuba-Berggießhübel, Dohna, Heidenau, Liebstadt, Pirna Gemeinden: Bahretal, Dohma, Müglitztal im Landkreis Sächsische Schweiz-Osterzgebirge | 59.886          |
| 51  | Sächsische Schweiz-Osterzgebirge 4 | Städte: Bad Schandau, Hohnstein, Königstein/Sächs. Schw., Neustadt i. Sa., Sebnitz, Stadt Wehlen, Stolpen Gemeinden: Dürrröhrsdorf-Dittersbach, Gohrisch, Lohmen, Rathen, Rathmannsdorf, Reinhardtsdorf-Schöna, Rosenthal-Bielatal, Struppen im Landkreis Sächsische Schweiz-Osterzgebirge   | 42.980          |
| 52  | Bautzen 1/Budyšin 1                | Städte: Bischofswerda, Schirgiswalde-Kirschau, Wilthen Gemeinden: Burkau, Cunewalde, Demitz-Thumitz, Frankenthal, Göda, Großharthau, Großpostwitz, Neukirch, Obergurig, Rammenau, Schmölln-Putzkau, Sohland, Steinigtwolmsdorf im Landkreis Bautzen                                          | 50.167          |
| 53  | Bautzen 2/Budyšin 2                | Städte: Elstra, Großröhrsdorf, Kamenz, Pulsnitz Gemeinden: Arnsdorf, Crostwitz, Großnaundorf, Haselbachtal, Lichtenberg, Nebelschütz, Ohorn, Panschwitz-Kuckau, Räckelwitz, Ralbitz-Rosenthal, Steina im Landkreis Bautzen                                                                   | 47.316          |
| 54  | Bautzen 3/Budyšin 3                | Städte: Bernsdorf, Königsbrück, Radeberg, Wittichenau Gemeinden: Laußnitz, Neukirch, Oßling, Ottendorf-Okrilla, Schwepnitz, Wachau im Landkreis Bautzen | 46.176          |
| 55  | Bautzen 4/Budyšin 4                | Städte: Hoyerswerda, Lauta Gemeinden: Elsterheide, Königswartha, Lohsa, Neschwitz, Puschwitz, Radibor, Spreetal im Landkreis Bautzen | 48.673          |
| 56  | Bautzen 5/Budyšin 5                | Städte: Bautzen, Weißenberg Gemeinden: Doberschau-Gaußig, Großdubrau, Hochkirch, Kubschütz, Malschwitz im Landkreis Bautzen | 46.847          |
| 57  | Görlitz 1/Zhorjelc 1               | Städte: Bad Muskau, Niesky, Rothenburg, Weißwasser Gemeinden: Boxberg, Gablenz, Groß Düben, Hähnichen, Hohendubrau, Horka, Kodersdorf, Krauschwitz, Kreba-Neudorf, Mücka, Neißeaue, Quitzdorf am See, Rietschen, Schleife, Schöpstal, Trebendorf, Waldhufen, Weißkeißel im Landkreis Görlitz | 54.088          |
| 58  | Görlitz 2/Zhorjelc 2               | Städte: Görlitz, Reichenbach Gemeinden: Königshain, Markersdorf, Vierkirchen im Landkreis Görlitz | 49.869          |
| 59  | Görlitz 3/Zhorjelc 3               | Städte: Bernstadt a. d. Eigen, Ebersbach-Neugersdorf, Herrnhut, Löbau, Neusalza-Spremberg, Ostritz Gemeinden: Beiersdorf, Dürrhennersdorf, Großschweidnitz, Kottmar, Lawalde, Oppach, Rosenbach, Schönau-Berzdorf a. d. Eigen, Schönbach im Landkreis Görlitz                                | 48.159          |
| 60  | Görlitz 4/Zhorjelc 4               | Städte: Seifhennersdorf, Zittau Gemeinden: Bertsdorf-Hörnitz, Großschönau, Hainewalde, Jonsdorf, Leutersdorf, Mittelherwigsdorf, Oderwitz, Olbersdorf, Oybin, im Landkreis Görlitz | 45.313          |
|     |                                    | Gesamt | 3.182.683       |

### Einteilung zu den Wahlen 2014 und 2019
| Nr. | Wahlkreis                          | Gebiet | Wahlberechtigte | Wahlberechtigte |
| Nr. | Wahlkreis                          | Gebiet | 2014            | 2019            |
| --- | ---------------------------------- | --- | --------------- | --------------- |
| 1   | Vogtland 1                         | die Stadt Plauen im Vogtlandkreis | 53.832          | 51.987          |
| 2   | Vogtland 2                         | Städte: Adorf, Bad Elster, Markneukirchen, Oelsnitz, Pausa-Mühltroff, Schöneck, Gemeinden: Bad Brambach, Bergen, Bösenbrunn, Eichigt, Mühlental, Reuth, Rosenbach, Theuma, Tirpersdorf, Triebel, Weischlitz, Werda im Vogtlandkreis | 49.938          | 47.192          |
| 3   | Vogtland 3                         | Städte: Auerbach, Falkenstein, Klingenthal, Treuen Gemeinden: Ellefeld, Grünbach, Muldenhammer, Neuensalz, Neustadt im Vogtlandkreis | 47.619          | 44.721          |
| 4   | Vogtland 4                         | Städte: Elsterberg, Lengenfeld, Mylau (seit 2016 Ortsteil von Reichenbach), Netzschkau, Reichenbach im Vogtland, Rodewisch Gemeinden: Heinsdorfergrund, Limbach, Neumark, Pöhl, Steinberg im Vogtlandkreis | 47.733          | 45.150          |
| 5   | Zwickau 1                          | Städte: Hartenstein, Kirchberg, Wildenfels, Wilkau-Haßlau Gemeinden: Crinitzberg, Hartmannsdorf, Hirschfeld, Langenweißbach, Lichtentanne, Mülsen, Reinsdorf im Landkreis Zwickau | 51.463          | 48.603          |
| 6   | Zwickau 2                          | Städte: Crimmitschau, Werdau Gemeinden: Dennheritz, Fraureuth, Langenbernsdorf, Neukirchen Stadtbezirk: West der Stadt Zwickau im Landkreis Zwickau | 60.806          | 57.367          |
| 7   | Zwickau 3                          | die Stadtbezirke Mitte, Ost, Nord und Süd der Stadt Zwickau im Landkreis Zwickau | 63.006          | 59.199          |
| 8   | Zwickau 4                          | Städte: Glauchau, Lichtenstein, Meerane, Waldenburg Gemeinden: Bernsdorf, Oberwiera, Remse, Schönberg, St. Egidien im Landkreis Zwickau | 54.420          | 51.308          |
| 9   | Zwickau 5                          | Städte: Hohenstein-Ernstthal, Limbach-Oberfrohna, Oberlungwitz Gemeinden: Callenberg, Gersdorf, Niederfrohna im Landkreis Zwickau | 48.191          | 46.279          |
| 10  | Chemnitz 1                         | von der Stadt Chemnitz die Stadtteile: Altendorf, Grüna, Hutholz, Kaßberg, Mittelbach, Morgenleite, Rabenstein, Reichenbrand, Röhrsdorf, Rottluff, Schloßchemnitz, Siegmar und Stelzendorf | 66.330          | 64.599          |
| 11  | Chemnitz 2                         | von der Stadt Chemnitz die Stadtteile: Borna-Heinersdorf, Ebersdorf, Furth, Gablenz, Glösa-Draisdorf, Hilbersdorf, Lutherviertel, Sonnenberg, Wittgensdorf, Yorckgebiet und Zentrum | 67.247          | 64.813          |
| 12  | Chemnitz 3                         | von der Stadt Chemnitz die Stadtteile: Adelsberg, Altchemnitz, Bernsdorf, Einsiedel, Erfenschlag, Euba, Harthau, Helbersdorf, Kapellenberg, Kappel, Klaffenbach, Kleinolbersdorf-Altenhain, Markersdorf, Reichenhain und Schönau | 65.863          | 62.934          |
| 13  | Erzgebirge 1                       | Städte: Lugau, Oelsnitz, Stollberg, Thalheim Gemeinden: Amtsberg, Auerbach, Burkhardtsdorf, Gornsdorf, Hohndorf, Jahnsdorf, Neukirchen, Niederdorf, Niederwürschnitz im Erzgebirgskreis | 61.632          | 58.937          |
| 14  | Erzgebirge 2                       | Städte: Aue, Eibenstock, Schneeberg Gemeinden: Bad Schlema, Bockau, Schönheide, Stützengrün, Zschorlau im Erzgebirgskreis | 50.778          | 47.606          |
| 15  | Erzgebirge 3                       | Städte: Elterlein, Grünhain-Beierfeld, Johanngeorgenstadt, Lauter-Bernsbach, Lößnitz, Schwarzenberg, Zwönitz Gemeinden: Breitenbrunn, Raschau-Markersbach im Erzgebirgskreis | 61.434          | 57.841          |
| 16  | Erzgebirge 4                       | Städte: Annaberg-Buchholz, Ehrenfriedersdorf, Geyer, Jöhstadt, Oberwiesenthal, Scheibenberg, Schlettau, Thum Gemeinden: Bärenstein, Crottendorf, Gelenau, Königswalde, Mildenau, Sehmatal, Tannenberg, Thermalbad Wiesenbad im Erzgebirgskreis | 60.742          | 57.604          |
| 17  | Erzgebirge 5                       | Städte: Marienberg, Olbernhau, Pockau-Lengefeld, Wolkenstein, Zschopau Gemeinden: Börnichen, Borstendorf, Deutschneudorf, Drebach, Gornau, Großolbersdorf, Großrückerswalde, Grünhainichen, Heidersdorf, Pfaffroda, Seiffen im Erzgebirgskreis | 63.590          | 60.146          |
| 18  | Mittelsachsen 1                    | Städte: Augustusburg, Brand-Erbisdorf, Flöha, Oederan, Sayda Gemeinden: Dorfchemnitz, Eppendorf, Großhartmannsdorf, Leubsdorf, Mulda, Neuhausen, Niederwiesa, Rechenberg-Bienenmühle im Landkreis Mittelsachsen | 51.052          | 48.125          |
| 19  | Mittelsachsen 2                    | Städte: Frauenstein, Freiberg, Großschirma Gemeinden: Bobritzsch-Hilbersdorf, Halsbrücke, Lichtenberg, Oberschöna, Reinsberg, Weißenborn im Landkreis Mittelsachsen | 59.180          | 56.765          |
| 20  | Mittelsachsen 3                    | Städte: Frankenberg, Hainichen, Mittweida Gemeinden: Altmittweida, Erlau, Kriebstein, Lichtenau, Rossau, Striegistal im Landkreis Mittelsachsen | 51.772          | 49.419          |
| 21  | Mittelsachsen 4                    | Städte: Döbeln, Hartha, Leisnig, Roßwein, Waldheim Gemeinden: Großweitzschen, Mochau, Ostrau, Zschaitz-Ottewig im Landkreis Mittelsachsen | 54.937          | 51.767          |
| 22  | Mittelsachsen 5                    | Städte: Burgstädt, Geringswalde, Lunzenau, Penig, Rochlitz Gemeinden: Claußnitz, Hartmannsdorf, Königsfeld, Königshain-Wiederau, Mühlau, Seelitz, Taura, Wechselburg, Zettlitz im Landkreis Mittelsachsen | 47.851          | 45.135          |
| 23  | Leipzig Land 1                     | Städte: Borna, Frohburg, Geithain, Kitzscher, Kohren-Sahlis, Neukieritzsch, Regis-Breitingen, Rötha Gemeinden: Deutzen, Espenhain, Narsdorf im Landkreis Leipzig | 52.618          | 50.405          |
| 24  | Leipzig Land 2                     | Städte: Böhlen, Groitzsch, Markkleeberg, Markranstädt, Pegau, Zwenkau Gemeinden: Elstertrebnitz im Landkreis Leipzig | 58.695          | 58.791          |
| 25  | Leipzig Land 3                     | Städte: Bad Lausick, Colditz, Grimma, Naunhof Gemeinden: Belgershain, Großpösna, Otterwisch, Parthenstein im Landkreis Leipzig | 57.065          | 55.409          |
| 26  | Leipzig Land 4                     | Städte: Brandis, Trebsen/Mulde, Wurzen Gemeinden: Bennewitz, Borsdorf, Lossatal, Machern, Thallwitz im Landkreis Leipzig | 50.001          | 48.920          |
| 27  | Leipzig 1                          | von der Stadt Leipzig der Stadtbezirk Ost ohne die Ortsteile Neustadt-Neuschönefeld und Volkmarsdorf und vom Stadtbezirk Südost die Ortsteile Holzhausen und Stötteritz | 62.159          | 64.594          |
| 28  | Leipzig 2                          | von der Stadt Leipzig der Stadtbezirk Süd und vom Stadtbezirk Südost die Ortsteile Liebertwolkwitz, Meusdorf und Probstheida | 63.266          | 64.003          |
| 29  | Leipzig 3                          | von der Stadt Leipzig der Stadtbezirk West, der Stadtbezirk Südwest ohne die Ortsteile Plagwitz und Schleußig und vom Stadtbezirk Altwest der Ortsteil Burghausen-Rückmarsdorf | 65.269          | 65.204          |
| 30  | Leipzig 4                          | von der Stadt Leipzig der Stadtbezirk Alt-West ohne den Ortsteil Burghausen-Rückmarsdorf, vom Stadtbezirk Südwest die Ortsteile Plagwitz und Schleußig und vom Stadtbezirk Nordwest der Ortsteil Lützschena-Stahmeln | 61.263          | 65.387          |
| 31  | Leipzig 5                          | von der Stadt Leipzig der Stadtbezirk Mitte und vom Stadtbezirk Südost der Ortsteil Reudnitz-Thonberg | 58.340          | 63.414          |
| 32  | Leipzig 6                          | von der Stadt Leipzig der Stadtbezirk Nordwest ohne den Ortsteil Lützschena-Stahmeln und der Stadtbezirk Nord ohne die Ortsteile Seehausen und Wiederitzsch | 64.321          | 67.487          |
| 33  | Leipzig 7                          | von der Stadt Leipzig vom Stadtbezirk Nord die Ortsteile Seehausen und Wiederitzsch und vom Stadtbezirk Ost die Ortsteile Neustadt-Neuschönefeld und Volkmarsdorf | 57.706          | 60.689          |
| 34  | Nordsachsen 1                      | Städte: Delitzsch, Schkeuditz Gemeinden: Krostitz, Löbnitz, Rackwitz, Schönwölkau und Wiedemar im Landkreis Nordsachsen | 51.048          | 50.359          |
| 35  | Nordsachsen 2                      | Städte: Bad Düben, Dommitzsch, Eilenburg, Taucha Gemeinden: Doberschütz, Elsnig, Jesewitz, Laußig, Mockrehna, Trossin, Zschepplin im Landkreis Nordsachsen | 52.610          | 51.775          |
| 36  | Nordsachsen 3                      | Städte: Belgern-Schildau, Dahlen, Mügeln, Oschatz, Torgau Gemeinden: Arzberg, Beilrode, Cavertitz, Dreiheide, Liebschützberg, Naundorf, Wermsdorf im Landkreis Nordsachsen | 63.260          | 60.021          |
| 37  | Meißen 1                           | Städte: Lommatzsch, Riesa, Strehla Gemeinden: Diera-Zehren, Hirschstein, Käbschütztal, Stauchitz, Zeithain im Landkreis Meißen | 49.454          | 46.488          |
| 38  | Meißen 2                           | Städte: Gröditz, Großenhain, Radeburg Gemeinden: Ebersbach, Glaubitz, Lampertswalde, Nünchritz, Priestewitz, Röderaue, Schönfeld, Tauscha, Thiendorf, Wülknitz im Landkreis Meißen | 51.985          | 49.823          |
| 39  | Meißen 3                           | Städte: Meißen, Nossen Gemeinden: Ketzerbachtal, Klipphausen, Leuben-Schleinitz, Niederau, Weinböhla im Landkreis Meißen | 52.148          | 51.534          |
| 40  | Meißen 4                           | Städte: Coswig und Radebeul Gemeinde: Moritzburg im Landkreis Meißen: | 51.363          | 51.210          |
| 41  | Dresden 1                          | von der Stadt Dresden der Ortsamtsbereich Klotzsche, der Ortsamtsbereich Neustadt ohne die Stadtteile Innere Neustadt mit Antonstadt-Süd und Leipziger Vorstadt, vom Ortsamtsbereich Loschwitz der Stadtteil Dresdner Heide und die Ortschaften Langebrück, Schönborn, Schönfeld-Weißig und Weixdorf                                                                          | 56.340          | 56.933          |
| 42  | Dresden 2                          | von der Stadt Dresden der Ortsamtsbereich Leuben, der Ortsamtsbereich Loschwitz ohne den Stadtteil Dresdner Heide vom Ortsamtsbereich Prohlis die Stadtteile Niedersedlitz, Prohlis-Nord und Prohlis-Süd | 64.446          | 63.508          |
| 43  | Dresden 3                          | von der Stadt Dresden der Ortsamtsbereich Plauen und vom Ortsamtsbereich Prohlis die Stadtteile Leubnitz-Neuostra mit Torna und Mockritz-Ost, Lockwitz mit Kauscha, Luga und Nickern sowie Reick | 63.990          | 61.930          |
| 44  | Dresden 4                          | von der Stadt Dresden der Ortsamtsbereich Blasewitz ohne den Stadtteil Striesen-Süd mit Johannstadt-Südost | 59.997          | 60.522          |
| 45  | Dresden 5                          | von der Stadt Dresden der Ortsamtsbereich Altstadt ohne die Stadtteile Friedrichstadt und Wilsdruffer Vorstadt/Seevorstadt-West, vom Ortsamtsbereich Blasewitz der Stadtteil Striesen-Süd mit Johannstadt-Südost, vom Ortsamtsbereich Neustadt der Stadtteil Innere Neustadt mit Antonstadt-Süd und Leipziger Vorstadt und vom Ortsamtsbereich Prohlis der Stadtteil Strehlen | 62.988          | 62.196          |
| 46  | Dresden 6                          | von der Stadt Dresden der Ortsamtsbereich Cotta ohne den Stadtteil Cotta mit Friedrichstadt-Südwest und die Ortschaften Altfranken, Cossebaude, Gompitz, Mobschatz und Oberwartha | 58.404          | 57.807          |
| 47  | Dresden 7                          | von der Stadt Dresden (Stadtbezirk Pieschen, vom Stadtbezirk Altstadt die statistischen Stadtteile Friedrichstadt und Wilsdruffer Vorstadt/Seevorstadt-West, vom Stadtbezirk Cotta der statistische Stadtteil Cotta mit Friedrichstadt-Südwest der kreisfreien Stadt Dresden)                                                                                                 | 62.501          | 63.578          |
| 48  | Sächsische Schweiz-Osterzgebirge 1 | Städte: Freital, Tharandt, Wilsdruff Gemeinde: Dorfhain im Landkreis Sächsische Schweiz-Osterzgebirge | 49.336          | 48.772          |
| 49  | Sächsische Schweiz-Osterzgebirge 2 | Städte: Altenberg, Dippoldiswalde, Glashütte, Rabenau Gemeinden: Bannewitz, Hartmannsdorf-Reichenau, Hermsdorf/Erzgeb., Klingenberg, Kreischa, Schmiedeberg im Landkreis Sächsische Schweiz-Osterzgebirge | 48.172          | 46.908          |
| 50  | Sächsische Schweiz-Osterzgebirge 3 | Städte: Bad Gottleuba-Berggießhübel, Dohna, Heidenau, Liebstadt, Pirna Gemeinden: Bahretal, Dohma, Müglitztal im Landkreis Sächsische Schweiz-Osterzgebirge | 61.649          | 60.717          |
| 51  | Sächsische Schweiz-Osterzgebirge 4 | Städte: Bad Schandau, Hohnstein, Königstein/Sächs. Schw., Neustadt i. Sa., Sebnitz, Stadt Wehlen, Stolpen Gemeinden: Dürrröhrsdorf-Dittersbach, Gohrisch, Lohmen, Rathen, Rathmannsdorf, Reinhardtsdorf-Schöna, Rosenthal-Bielatal, Struppen im Landkreis Sächsische Schweiz-Osterzgebirge                                                                                    | 47.032          | 44.830          |
| 52  | Bautzen 1                          | Städte: Bischofswerda, Schirgiswalde-Kirschau, Wilthen Gemeinden: Burkau, Cunewalde, Demitz-Thumitz, Frankenthal, Göda, Großharthau, Großpostwitz, Neukirch, Obergurig, Rammenau, Schmölln-Putzkau, Sohland, Steinigtwolmsdorf im Landkreis Bautzen | 54.852          | 52.257          |
| 53  | Bautzen 2                          | Städte: Elstra, Großröhrsdorf, Kamenz, Pulsnitz Gemeinden: Arnsdorf, Bretnig-Hauswalde, Crostwitz, Großnaundorf, Haselbachtal, Lichtenberg, Nebelschütz, Ohorn, Panschwitz-Kuckau, Räckelwitz, Ralbitz-Rosenthal, Steina im Landkreis Bautzen | 49.838          | 48.460          |
| 54  | Bautzen 3                          | Städte: Bernsdorf, Königsbrück, Lauta, Radeberg, Wittichenau Gemeinden: Laußnitz, Neukirch, Oßling, Ottendorf-Okrilla, Schwepnitz, Wachau im Landkreis Bautzen | 55.677          | 54.249          |
| 55  | Bautzen 4                          | Stadt: Hoyerswerda Gemeinden: Elsterheide, Königswartha, Lohsa, Neschwitz, Puschwitz, Radibor, Spreetal im Landkreis Bautzen | 48.005          | 44.803          |
| 56  | Bautzen 5                          | Städte: Bautzen, Weißenberg Gemeinden: Doberschau-Gaußig, Großdubrau, Hochkirch, Kubschütz, Malschwitz im Landkreis Bautzen | 51.155          | 48.832          |
| 57  | Görlitz 1                          | Städte: Bad Muskau, Niesky, Rothenburg, Weißwasser Gemeinden: Boxberg, Gablenz, Groß Düben, Hähnichen, Hohendubrau, Horka, Kodersdorf, Krauschwitz, Kreba-Neudorf, Mücka, Neißeaue, Quitzdorf am See, Rietschen, Schleife, Schöpstal, Trebendorf, Waldhufen, Weißkeißel im Landkreis Görlitz                                                                                  | 60.472          | 56.654          |
| 58  | Görlitz 2                          | Städte: Görlitz, Reichenbach Gemeinden: Königshain, Markersdorf, Vierkirchen im Landkreis Görlitz | 54.146          | 52.269          |
| 59  | Görlitz 3                          | Städte: Bernstadt a. d. Eigen, Ebersbach-Neugersdorf, Herrnhut, Löbau, Neusalza-Spremberg, Ostritz Gemeinden: Beiersdorf, Dürrhennersdorf, Großschweidnitz, Kottmar, Lawalde, Oppach, Rosenbach, Schönau-Berzdorf a. d. Eigen, Schönbach im Landkreis Görlitz | 53.948          | 50.705          |
| 60  | Görlitz 4                          | Städte: Seifhennersdorf, Zittau Gemeinden: Bertsdorf-Hörnitz, Großschönau, Hainewalde, Jonsdorf, Leutersdorf, Mittelherwigsdorf, Oderwitz, Olbersdorf, Oybin, im Landkreis Görlitz | 51.692          | 48.538          |
|     |                                    | Gesamt | 3.376.627       | 3.287.568       |

### Einteilung zu den Wahlen 2004 und 2009
| Nr. | Wahlkreis                       | Gebiet | Wahlberechtigte | Wahlberechtigte |
| Nr. | Wahlkreis                       | Gebiet | 2004            | 2009            |
| --- | ------------------------------- | --- | --------------- | --------------- |
| 1   | Plauen                          | Plauen im Vogtlandkreis | 58.093          | 56.248          |
| 2   | Vogtland 1                      | vom Vogtlandkreis die Orte Adorf, Bad Brambach, Bad Elster, Bösenbrunn, Burgstein, Eichigt, Erlbach, Leubnitz, Markneukirchen, Mehltheuer, Mühlental, Mühltroff, Oelsnitz, Pausa/Vogtl., Reuth, Schöneck/Vogtl., Syrau, Triebel/Vogtl., Weischlitz                 | 51.397          | 49.377          |
| 3   | Vogtland 2                      | im Vogtlandkreis die Orte vom Vogtlandkreis Auerbach/Vogtl., Bergen, Ellefeld, Falkenstein/Vogtl., Grünbach, Hammerbrücke, Klingenthal/Sa., Morgenröthe-Rautenkranz, Neuensalz, Neustadt/Vogtl., Tannenbergsthal/Vogtl., Theuma, Tirpersdorf, Treuen, Werda, Zwota | 58.702          | 55.985          |
| 4   | Vogtland 3                      | vom Vogtlandkreis die Orte Elsterberg, Heinsdorfergrund, Lengenfeld, Limbach, Mylau, Netzschkau, Neumark, Pöhl, Reichenbach im Vogtland, Rodewisch, Steinberg | 54.027          | 51.803          |
| 5   | Aue-Schwarzenberg 1             | vom Erzgebirgskreis die Orte Aue, Bockau, Eibenstock, Schlema, Schneeberg, Schönheide, Sosa, Stützengrün, Zschorlau (ehemals Landkreis Aue-Schwarzenberg) | 57.302          | 54.675          |
| 6   | Aue-Schwarzenberg 2             | vom Erzgebirgskreis die Orte Beierfeld, Bernsbach, Breitenbrunn/Erzgeb., Erlabrunn, Grünhain, Johanngeorgenstadt, Lauter/Sa., Lößnitz, Markersbach, Pöhla, Raschau, Rittersgrün, Schwarzenberg/Erzgeb. (ehemals Landkreis Aue-Schwarzenberg)                       | 55.086          | 52.287          |
| 7   | Zwickauer Land 1                | vom Landkreis Zwickau die Orte Crinitzberg, Hartenstein, Hartmannsdorf b. Kirchberg, Hirschfeld, Kirchberg, Langenweißbach, Lichtentanne, Mülsen, Reinsdorf, Wildenfels, Wilkau-Haßlau (ehemals Landkreis Zwickauer Land)                                          | 56.802          | 55.115          |
| 8   | Zwickauer Land 2                | vom Landkreis Zwickau die Orte Crimmitschau, Dennheritz, Fraureuth, Langenbernsdorf, Neukirchen/Pleiße, Werdau (ehemals Landkreis Zwickauer Land und der Stadtbezirk West der Stadt Zwickau)                                                                       | 67.963          | 65.413          |
| 9   | Zwickau                         | Zwickau im Landkreis Zwickau ohne den Stadtbezirk West | 68.532          | 66.506          |
| 10  | Chemnitzer Land 1               | Landkreis Zwickau (ehemals Landkreis Chemnitzer Land) | 61.065          | 58.452          |
| 11  | Chemnitzer Land 2               | Landkreis Zwickau (ehemals Landkreis Chemnitzer Land) | 53.243          | 51.652          |
| 12  | Chemnitz 1                      | Chemnitz | 57.154          | 48.182          |
| 13  | Chemnitz 2                      | Chemnitz | 57.129          | 57.160          |
| 14  | Chemnitz 3                      | Chemnitz | 50.729          | 51.027          |
| 15  | Chemnitz 4                      | Chemnitz | 43.085          | 48.774          |
| 16  | Stollberg                       | Erzgebirgskreis (ehemals Landkreis Stollberg) | 76.139          | 73.465          |
| 17  | Annaberg                        | Erzgebirgskreis (ehemals Landkreis Annaberg) | 70.798          | 68.007          |
| 18  | Mittleres Erzgebirge            | Erzgebirgskreis (ehemals Mittlerer Erzgebirgskreis) | 69.030          | 72.587          |
| 19  | Freiberg 1                      | Landkreis Mittelsachsen (ehemals Landkreis Freiberg) | 64.791          | 55.523          |
| 20  | Freiberg 2                      | Landkreis Mittelsachsen (ehemals Landkreis Freiberg) | 63.553          | 61.994          |
| 21  | Mittweida 1                     | Landkreis Mittelsachsen (ehemals Landkreis Mittweida) | 57.170          | 55.539          |
| 22  | Mittweida 2                     | Landkreis Mittelsachsen (ehemals Landkreis Mittweida) | 53.107          | 51.670          |
| 23  | Leipziger Land 1                | Landkreis Leipzig (ehemals Landkreis Leipziger Land) | 54.435          | 51.839          |
| 24  | Leipziger Land 2                | Landkreis Leipzig (ehemals Landkreis Leipziger Land) | 70.238          | 70.281          |
| 25  | Leipzig 1                       | Leipzig | 61.589          | 66.303          |
| 26  | Leipzig 2                       | Leipzig | 64.418          | 69.402          |
| 27  | Leipzig 3                       | Leipzig | 57.945          | 55.232          |
| 28  | Leipzig 4                       | Leipzig | 68.669          | 74.998          |
| 29  | Leipzig 5                       | Leipzig | 56.546          | 57.260          |
| 30  | Leipzig 6                       | Leipzig | 59.689          | 61.927          |
| 31  | Leipzig 7                       | Leipzig, Landkreis Nordsachsen (ehemals Landkreis Delitzsch) | 56.481          | 59.455          |
| 32  | Delitzsch                       | Landkreis Nordsachsen (ehemals Landkreis Delitzsch) | 72.083          | 68.343          |
| 33  | Torgau-Oschatz                  | Landkreis Nordsachsen (ehemals Landkreis Torgau-Oschatz) | 69.156          | 66.462          |
| 34  | Muldental 1                     | Landkreis Leipzig (ehemals Muldentalkreis), Landkreis Nordsachsen (ehemals Landkreis Torgau-Oschatz) | 61.622          | 60.794          |
| 35  | Muldental 2                     | Landkreis Leipzig (ehemals Muldentalkreis) | 60.850          | 59.639          |
| 36  | Döbeln                          | Landkreis Mittelsachsen (ehemals Landkreis Döbeln) | 61.888          | 59.446          |
| 37  | Riesa-Großenhain 1              | Landkreis Meißen (ehemals Landkreis Riesa-Großenhain) | 45.438          | 43.350          |
| 38  | Riesa-Großenhain 2              | Landkreis Meißen (ehemals Landkreis Riesa-Großenhain) | 51.298          | 49.172          |
| 39  | Meißen 1                        | Landkreis Meißen | 65.865          | 64.558          |
| 40  | Meißen 2                        | Landkreis Meißen | 58.607          | 59.164          |
| 41  | Weißeritzkreis 1                | Landkreis Sächsische Schweiz-Osterzgebirge (ehemals Weißeritzkreis) | 49.288          | 49.756          |
| 42  | Weißeritzkreis 2                | Landkreis Sächsische Schweiz-Osterzgebirge (ehemals Weißeritzkreis) | 52.150          | 50.957          |
| 43  | Dresden 1                       | Dresden (Ortsamtsbereich Plauen sowie Stadtteile Leubnitz-Neuostra, Strehlen und Reick) | 61.076          | 65.634          |
| 44  | Dresden 2                       | Dresden (Ortsamtsbereich Blasewitz sowie Stadtteile Loschwitz/Wachwitz, Leuben, Dobritz-Süd) | 68.885          | 72.615          |
| 45  | Dresden 3                       | Dresden (Ortsamtsbereich Altstadt und Neustadt ohne Stadtteil Leipziger Vorstadt) | 60.865          | 67.459          |
| 46  | Dresden 4                       | Dresden (Ortsamtsbereich Cotta und Stadtteile Cossebaude/Mobschatz/Oberwartha und Gompitz/Altfranken) | 61.356          | 65.624          |
| 47  | Dresden 5                       | Dresden (Ortsamtsbereiche Pieschen und Klotzsche sowie Stadtteile Leipziger Vorstadt, Weixdorf und Langebrück/Schönborn) | 67.805          | 73.260          |
| 48  | Dresden 6                       | Dresden (Ortsamtsbereich Leuben ohne Dobritz-Süd, den Ortsamtsbereich Loschwitz ohne Loschwitz/Wachwitz, den Ortsamtsbereich Prohlis ohne Leubnitz-Neuostra, Strehlen und Reick sowie die Ortschaft Schönfeld-Weißig)                                              | 72.806          | 74.803          |
| 49  | Sächsische Schweiz 1            | Landkreis Sächsische Schweiz-Osterzgebirge (ehemals Landkreis Sächsische Schweiz) | 64.716          | 63.942          |
| 50  | Sächsische Schweiz 2            | Landkreis Sächsische Schweiz-Osterzgebirge (ehemals Landkreis Sächsische Schweiz) | 53.275          | 50.786          |
| 51  | Bautzen 1                       | Landkreis Bautzen | 61.667          | 59.073          |
| 52  | Bautzen 2                       | Landkreis Bautzen | 64.332          | 63.230          |
| 53  | Kamenz 1                        | Landkreis Bautzen (ehemals Landkreis Kamenz) | 54.820          | 53.137          |
| 54  | Kamenz 2                        | Landkreis Bautzen (ehemals Landkreis Kamenz) | 61.323          | 58.458          |
| 55  | Hoyerswerda                     | Landkreis Bautzen (ehemals Landkreis Hoyerswerda) | 46.481          | 43.897          |
| 56  | Niederschlesische Oberlausitz 1 | Landkreis Görlitz (ehemals Niederschlesischer Oberlausitzkreis) | 40.812          | 43.545          |
| 57  | Niederschlesische Oberlausitz 2 | Landkreis Görlitz (ehemals Niederschlesischer Oberlausitzkreis) | 40.927          | 40.212          |
| 58  | Görlitz                         | Görlitz im Landkreis Görlitz | 47.833          | 46.449          |
| 59  | Löbau-Zittau 1                  | Landkreis Görlitz (ehemals Landkreis Löbau-Zittau) | 59.965          | 52.157          |
| 60  | Löbau-Zittau 2                  | Landkreis Görlitz (ehemals Landkreis Löbau-Zittau) | 61.853          | 56.285          |
|     |                                 | Gesamt | 3.554.542       | 3.510.336       |

### Einteilung zu den Wahlen 1994 und 1999
Grundlage für diese Einteilung war das Gesetz über die Wahlen zum Sächsischen Landtag (SächsWahlg) vom 5. August 1993. Für die Landtagswahlen 1999 wurde im Wahlrechtlichen Begleitgesetz zur Gemeindegebietsreform unter Artikel 2 der Zuschnitt der Landtagswahlkreise infolge von Gebietsreformen geändert.
| Nr. | Wahlkreis                       | Gebiet | Gebiet | Wahlberechtigte | Wahlberechtigte |
| Nr. | Wahlkreis                       | 1994 | 1999 | 1994            | 1999            |
| --- | ------------------------------- | --- | --- | --------------- | --------------- |
| 1   | Elstertal                       | Städte: Adorf, Bad Elster und Oelsnitz Gemeinden: Arnoldsgrün, Bad Brambach, Bobenneukirchen, Bösenbrunn, Dröda, Droßdorf, Ebmath, Eichigt, Gettengrün, Heinersgrün, Hermsgrün-Wohlbach, Leubetha, Lottengrün, Marieney, Mühlhausen/Vogtland, Oberhermsgrün, Ottengrün, Planschwitz, Raun, Rebersreuth, Schönberg, Schönbrunn, Sohl, Taltitz, Tiefenbrunn, Tirpersdorf, Tirschendorf, Triebel, Unterwürschnitz und Wiedersberg des damaligen Landkreises Oelsnitz. Städte: Elsterberg und Pausa sowie die Gemeinden: Dehles, Ebersgrün, Fröbersgrün, Geilsdorf, Görschnitz, Großfriesen, Großzöbern, Gutenfürst, Helmsgrün, Herlasgrün, Jocketa, Jößnitz, Kauschwitz, Kemnitz, Kloschwitz, Kobitzschwalde, Krebes, Kürbitz, Langenbach, Leubnitz, Mechelgrün, Mehltheuer, Meßbach, Mißlareuth, Möschwitz, Mühltroff, Neuensalz, Neundorf, Ranspach, Reuth, Rodau, Rodersdorf, Rößnitz, Ruppertsgrün, Schneckengrün, Schönberg, Schwand, Straßberg, Syrau, Theuma, Thierbach, Thoßfell, Weischlitz und Zobes des damaligen Landkreises Plauen Städte: Markneukirchen und Schöneck sowie die Gemeinden: Breitenfeld, Erlbach, Gunzen, Landwüst, Schilbach, Wernitzgrün und Wohlhausen des damaligen Landkreises Klingenthal die in einem zu bildenden Elstertalkreis aufgehen sollten. | Städte: Adorf, Bad Elster und Oelsnitz Gemeinden: Arnoldsgrün, Bad Brambach, Bobenneukirchen, Bösenbrunn, Dröda, Droßdorf, Ebmath, Eichigt, Gettengrün, Heinersgrün, Hermsgrün-Wohlbach, Leubetha, Lottengrün, Marieney, Mühlhausen/Vogtland, Oberhermsgrün, Ottengrün, Planschwitz, Raun, Rebersreuth, Schönberg, Schönbrunn, Sohl, Taltitz, Tiefenbrunn, Tirpersdorf, Tirschendorf, Triebel, Unterwürschnitz und Wiedersberg des damaligen Landkreises Oelsnitz. Städte: Elsterberg und Pausa sowie die Gemeinden: Dehles, Ebersgrün, Fröbersgrün, Geilsdorf, Görschnitz, Großfriesen, Großzöbern, Gutenfürst, Helmsgrün, Herlasgrün, Jocketa, Jößnitz, Kauschwitz, Kemnitz, Kloschwitz, Kobitzschwalde, Krebes, Kürbitz, Langenbach, Leubnitz, Mechelgrün, Mehltheuer, Meßbach, Mißlareuth, Möschwitz, Mühltroff, Neuensalz, Neundorf, Ranspach, Reuth, Rodau, Rodersdorf, Rößnitz, Ruppertsgrün, Schneckengrün, Schönberg, Schwand, Straßberg, Syrau, Theuma, Thierbach, Thoßfell, Weischlitz und Zobes des damaligen Landkreises Plauen Städte: Markneukirchen und Schöneck sowie die Gemeinden: Breitenfeld, Erlbach, Gunzen, Landwüst, Schilbach, Wernitzgrün und Wohlhausen des damaligen Landkreises Klingenthal die in einem zu bildenden Elstertalkreis aufgehen sollten. | 67.056          | 68.783          |
| 2   | Plauen                          | Stadt Plauen | ohne den mittlerweile eingemeindeten Ortsteil Großfriesen | 55.426          | 53.769          |
| 3   | Göltzschtal 1                   | Teile des geplanten Göltzschtalkreises: Städte: Lengenfeld, Mylau, Netzschkau, Reichenbach, Treuen Gemeinden:Brockau, Brunn, Coschütz, Eich, Friesen, Hartmannsgrün, Hauptmannsgrün, Irfersgrün, Kleingera, Lauschgrün, Limbach, Neumark, Oberheinsdorf, Oberlauterbach, Obermylau, Pechtelsgrün, Plohn, Rebesgrün, Reimersgrün, Reumtemgrün, Reuth, Röthenbach, Rothenkirchen, Rotschau, Schneidenbach, Schönbach, Schönbrunn, Schreiersgrün, Trieb, Unterheinsdorf, Waldkirchen, Weißensand, Wildenau | Aufnahme der Stadt Rodewisch vom Wahlkreis 4 Abgabe der Gemeinden Rebesgrün, Oberlauterbach und Trieb an den Wahlkreis 4 | 57.442          | 56.684          |
| 4   | Göltzschtal 2                   | Teile des geplanten Göltzschtalkreises: Städte: Auerbach, Falkenstein, Klingenthal, Rodewisch Gemeinden:Beerheide, Bergen, Ellefeld, Grünbach, Hammerbrücke, Kottengrün, Morgenröthe-Rautenkranz, Muldenberg, Neustadt, Schnarrtanne, Tannenbergsthal, Werda, Wernesgrün, Zwota | Abgabe der Stadt Rodewisch an den Wahlkreis 3 Aufnahme der Gemeinden Rebesgrün, Oberlauterbach und Trieb vom Wahlkreis 3 | 49.944          | 48.582          |
| 5   | Westerzgebirge 1                | Teile des Westerzgebirgskreises (später Landkreis Aue-Schwarzenberg): Städte: Aue, Eibenstock, Schneeberg Gemeinden:Albernau, Blauenthal, Bockau, Burkhardtsgrün, Carlsfeld, Hundshübel, Lichtenau, Lindenau, Schlema, Schönheide, Sosa, Stützengrün, Wildbach, Wildenthal, Zschorlau | Teile des Westerzgebirgskreises (später Landkreis Aue-Schwarzenberg): Städte: Aue, Eibenstock, Schneeberg Gemeinden:Albernau, Blauenthal, Bockau, Burkhardtsgrün, Carlsfeld, Hundshübel, Lichtenau, Lindenau, Schlema, Schönheide, Sosa, Stützengrün, Wildbach, Wildenthal, Zschorlau | 60.376          | 59.261          |
| 6   | Westerzgebirge 2                | Teile des Westerzgebirgskreises (später Landkreis Aue-Schwarzenberg) Städte: Grünhain, Johanngeorgenstadt, Lauter, Lößnitz, Schwarzenberg Gemeinden:Affalter, Antonsthal, Beierfeld, Bermsgrün, Bernsbach, Breitenbrunn, Erla, Erlabrunn, Grünstädtel, Markersbach, Pöhla, Raschau, Rittersgrün, Tellerhäuser, Waschleithe | Teile des Westerzgebirgskreises (später Landkreis Aue-Schwarzenberg) Städte: Grünhain, Johanngeorgenstadt, Lauter, Lößnitz, Schwarzenberg Gemeinden:Affalter, Antonsthal, Beierfeld, Bermsgrün, Bernsbach, Breitenbrunn, Erla, Erlabrunn, Grünstädtel, Markersbach, Pöhla, Raschau, Rittersgrün, Tellerhäuser, Waschleithe | 61.953          | 60.237          |
| 7   | Zwickauer Land 1                | Teile des Landkreises Zwickauer Land Städte:Hartenstein, Kirchberg, Wildenfels, Wilkau-Haßlau Gemeinden: Bärenwalde, Cainsdorf, Crossen, Culitzsch, Cunersdorf, Dennheritz, Ebersbrunn, Friedrichsgrün, Härtensdorf, Hartmannsdorf, Hirschfeld, Langenbach, Leutersbach, Lichtentanne, Mosel, Mülsen St. Jacob, Mülsen St. Micheln, Mülsen St. Niclas, Niedercrinitz, Obercrinitz, Oberrothenbach, Ortmannsdord, Reinsdorf, Rottmannsdorf, Saupersdorf, Schlunzig, Schönfels, Silberstraße, Stangendorf, Stangengrün, Stenn, Thierfeld, Thurm, Vielau, Weißbach, Wiesenburg, Wolfersgrün, Wulm, Zschocken | Teile des Landkreises Zwickauer Land Städte:Hartenstein, Kirchberg, Wildenfels, Wilkau-Haßlau Gemeinden: Bärenwalde, Cainsdorf, Crossen, Culitzsch, Cunersdorf, Dennheritz, Ebersbrunn, Friedrichsgrün, Härtensdorf, Hartmannsdorf, Hirschfeld, Langenbach, Leutersbach, Lichtentanne, Mosel, Mülsen St. Jacob, Mülsen St. Micheln, Mülsen St. Niclas, Niedercrinitz, Obercrinitz, Oberrothenbach, Ortmannsdord, Reinsdorf, Rottmannsdorf, Saupersdorf, Schlunzig, Schönfels, Silberstraße, Stangendorf, Stangengrün, Stenn, Thierfeld, Thurm, Vielau, Weißbach, Wiesenburg, Wolfersgrün, Wulm, Zschocken | 62.983          | 66.667          |
| 8   | Zwickauer Land 2                | Teile des Landkreises Zwickauer Land Städte:Crimmitschau, Werdau, Gemeinden: Beiersdorf, Blankenhain, Fraureuth, Gospersgrün, Hartmannsdorf, Königswalde, Langenbernsdorf, Langenhessen, Langenreinsdorf, Lauenhain, Lauterbach, Leubnitz, Mannichswalde, Neukirchen, Niederalbertsdorf, Ruppertsgrün, Steinpleis, Trünzig sowie von der Stadt Zwickau im Stadtbezirk West (Marienthal) die Bezirke 41 bis 43 und 45 | Teile des Landkreises Zwickauer Land Städte:Crimmitschau, Werdau, Gemeinden: Beiersdorf, Blankenhain, Fraureuth, Gospersgrün, Hartmannsdorf, Königswalde, Langenbernsdorf, Langenhessen, Langenreinsdorf, Lauenhain, Lauterbach, Leubnitz, Mannichswalde, Neukirchen, Niederalbertsdorf, Ruppertsgrün, Steinpleis, Trünzig sowie von der Stadt Zwickau im Stadtbezirk West (Marienthal) die Bezirke 41 bis 43 und 45 | 66.308          | 66.941          |
| 9   | Zwickau                         | Stadt Zwickau mit Ausnahme der Bezirke 41 bis 43 und 45 Stadtbezirk West (Marienthal) | 70.391 | 64.539          |                 |
| 10  | Chemnitzer Land 1               | Teile des Landkreises Chemnitzer Land Städte:Glauchau, Lichtenstein, Meerane, Waldenburg Gemeinden: Bernsdorf, Dürrenuhlsdorf, Gersdorf, Heinrichsort, Hermsdorf, Kaufungen, Kuhschnappel, Lobsdorf, Oberwiera, Remse, Rödlitz, Schönberg, St. Egidien, Weidensdorf, Wolkenburg | Teile des Landkreises Chemnitzer Land Städte:Glauchau, Lichtenstein, Meerane, Waldenburg Gemeinden: Bernsdorf, Dürrenuhlsdorf, Gersdorf, Heinrichsort, Hermsdorf, Kaufungen, Kuhschnappel, Lobsdorf, Oberwiera, Remse, Rödlitz, Schönberg, St. Egidien, Weidensdorf, Wolkenburg | 65.902          | 66.738          |
| 11  | Chemnitzer Land 2               | Teile des Landkreises Chemnitzer Land Städte: Hohenstein-Ernstthal, Limbach-Oberfrohna, Oberlungwitz, Oelsnitz Gemeinden: Bräunsdorf, Callenberg, Falken, Grüna, Hohndorf, Kändler, Langenberg, Langenchursdorf, Mittelbach, Niederfrohna, Pleißa, Reichenbach, Röhrsdorf, Wüstenbrand | 67.471 | 71.497          |                 |
| 12  | Chemnitz 1                      | folgende Stadtteile der Stadt Chemnitz: Borna-Heinersdorf, Ebersdorf, Hilbersdorf, Furth, Glösa-Draisdorf, Schloßchemnitz, Sonnenberg und Zentrum | 54.153 | 50.602          |                 |
| 13  | Chemnitz 2                      | folgende Stadtteile der Stadt Chemnitz: Altendorf, Kappel, Kaßberg, Rabenstein, Reichenbrand, Rottluff, Schönau, Siegmar und Stelzendorf | | 54.597          | 50.446          |
| 14  | Chemnitz 3                      | folgende Stadtteile der Stadt Chemnitz:Helbersdorf, Hutholz, Kapellenberg, Morgenleite und Markersdorf | | 54.102          | 42.786          |
| 15  | Chemnitz 4                      | folgende Stadtteile der Stadt Chemnitz:Adelsberg, Altchemnitz, Bernsdorf, Erfenschlag, Gablenz, Harthau, Lutherviertel, Reichenhain und Yorckgebiet | | 57.322          | 53.741          |
| 16  | Stollberg                       | Landkreis Stollberg Städte: Lugau, Stollberg, Thalheim, Zwönitz Gemeinden: Adorf, Auerbach, Beutha, Brünlos, Burkhardtsdorf, Dorfchemnitz, Einsiedel, Erlbach-Kirchberg, Gornsdorf, Hormersdorf, Jahnsdorf, Kemtau, Klaffenbach, Leukersdorf, Meinersdorf, Neukirchen, Neuwürschnitz, Niederdorf, Niederwürschnitz, Ursprung | 66.794 | 70.332          |                 |
| 17  | Annaberg                        | Landkreis Annaberg Städte: Annaberg-Buchholz, Ehrenfriedersdorf, Jöhstadt, Elterlein, Geyer, Oberwiesenthal, Scheibenberg, Schlettau, Thum Gemeinden:Arnsfeld, Bärenstein, Cranzahl, Crottendorf, Cunersdorf, Dörfel, Frohnau, Gelenau, Geyersdorf, Grumbach, Hammerunterwiesenthal, Hermannsdorf, Herold, Jahnsbach, Königswalde, Mildenau, Neudorf, Neundorf, Oberscheibe, Schmalzgrube, Schönfeld, Schwarzbach, Sehma, Steinbach, Tannenberg, Walthersdorf, Wiesa, Wiesenbad | Landkreis Annaberg Städte: Annaberg-Buchholz, Ehrenfriedersdorf, Jöhstadt, Elterlein, Geyer, Oberwiesenthal, Scheibenberg, Schlettau, Thum Gemeinden:Arnsfeld, Bärenstein, Cranzahl, Crottendorf, Cunersdorf, Dörfel, Frohnau, Gelenau, Geyersdorf, Grumbach, Hammerunterwiesenthal, Hermannsdorf, Herold, Jahnsbach, Königswalde, Mildenau, Neudorf, Neundorf, Oberscheibe, Schmalzgrube, Schönfeld, Schwarzbach, Sehma, Steinbach, Tannenberg, Walthersdorf, Wiesa, Wiesenbad | 69.611          | 70.209          |
| 18  | Mittleres Erzgebirge            | Mittlerer Erzgebirgskreis Städte:Lengefeld, Marienberg, Olbernhau, Wolkenstein, Zöblitz, Zschopau Gemeinden: Ansprung, Blumenau, Börnichen, Borstendorf, Deutscheinsiedel, Dittmansdorf, Dörnthal, Drebach, Falkenbach, Forchheim, Gehringswalde, Grießbach, Großolbersdorf, Großrückerswalde, Grünhainichen, Hallbach, Heidersdorf, Hilmersdorf, Hohndorf, Hopfgarten, Krumhermersdorf, Kühnhaide, Lauta, Lauterbach, Lippersdorf, Mauersberg, Niederlauterstein, Niederschmiedeberg, Pfaffroda, Pobershau, Pockau, Reifland, Streckewalde, Venusberg, Waldkirchen, Weißbach, Wernsdorf, Witzschdorf, Wünschendorf | Mittlerer Erzgebirgskreis Städte:Lengefeld, Marienberg, Olbernhau, Wolkenstein, Zöblitz, Zschopau Gemeinden: Ansprung, Blumenau, Börnichen, Borstendorf, Deutscheinsiedel, Dittmansdorf, Dörnthal, Drebach, Falkenbach, Forchheim, Gehringswalde, Grießbach, Großolbersdorf, Großrückerswalde, Grünhainichen, Hallbach, Heidersdorf, Hilmersdorf, Hohndorf, Hopfgarten, Krumhermersdorf, Kühnhaide, Lauta, Lauterbach, Lippersdorf, Mauersberg, Niederlauterstein, Niederschmiedeberg, Pfaffroda, Pobershau, Pockau, Reifland, Streckewalde, Venusberg, Waldkirchen, Weißbach, Wernsdorf, Witzschdorf, Wünschendorf | 69.879          | 70.285          |
| 19  | Freiberg 1                      | Teile des Landkreises Freiberg Städte: Augustusburg, Brand-Erbisdorf, Flöha, Oederan, Sayda Gemeinden: Braunsdorf, Breitenau, Cämmerswalde, Clausnitz, Dittersdorf, Dittmannsdorf, Dorfchemnitz, Eppendorf, Erdmannsdorf, Euba, Falkenau, Frankenstein, Friedebach, Gahlenz, Gornau, Großhartmannsdorf, Großwaltersdorf, Grünberg, Helbigsdorf, Hennersdorf, Hohenfichte, Holzhau, Kirchbach, Kleinhartmannsdorf, Kleinolbersdorf-Altenhain, Langenau, Leubsdorf, Lichtenwalde, Marbach, Memmendorf, Mulda, Neuhausen, Niedersaida, Niederwiesa, Rechenberg-Bienenmühle, Schellenberg, Schönerstadt, St. Michaelis, Voigsdorf, Zethau | 63.292 | 67.067          |                 |
| 20  | Freiberg 2                      | Teile des Landkreises Freiberg Städte:Frauenstein, Freiberg, Siebenlehn Gemeinden:Berthelsdorf, Bieberstein, Bräusndorf, Burkersdorf, Conradsdorf, Dittersbach, Dittmannsdorf, Großschirma, Großvoigtsberg, Halsbrücke, Hetzdorf, Hilbersdorf, Hirschfeld, Hohentanne, Kleinschirma, Kleinvoigtsberg, Kleinwaltersdorf, Krummenhennersdorf, Langhennersdorf, Lichtenberg, Nassau, Naundorf, Neukirchen, Niederbobritzsch, Niederschöna, Oberbobritzsch, Obergruna, Oberschöna, Reichenbach, Reinsberg, Seifersdorf, Weigmannsdorf-Müdisdorf, Weißenborn, Zug | | 63.252          | 64.637          |
| 21  | Mittweida 1                     | Teile des Landkreises Mittweida Städte:Frankenberg, Hainichen, Mittweida Gemeinden: Altenhain, Altmittweida, Arnsdorf, Auerswalde, Beerwalde, Berbersdorf, Bockendorf, Böhrigen, Claußnitz, Cunnersdorf, Dittersbach, Dittersdorf, Ehrenberg, Erlebach, Etzdorf, Eulendorf, Garnsdorf, Gersdorf, Goßberg, Greifendorf, Grünlichtenberg, Hermsdorf, Höckendorf, Höfchen, Köthensdorf-Reitzenhain, Kriebethal, Krumbach, Langenstriegis, Lauenhain, Marbach, Markersdorf, Mobendorf, Moosheim, Mühlbach, Naundorf, Niederlichtenau, Oberlichtenau, Ottendorf, Pappendorf, Reichenbach, Riechberg, Ringethal, Rossau, Sachsenburg-Irbersdorf, Schlegel, Schönborn-Dreiwerden, Tanneberg | Teile des Landkreises Mittweida Städte:Frankenberg, Hainichen, Mittweida Gemeinden: Altenhain, Altmittweida, Arnsdorf, Auerswalde, Beerwalde, Berbersdorf, Bockendorf, Böhrigen, Claußnitz, Cunnersdorf, Dittersbach, Dittersdorf, Ehrenberg, Erlebach, Etzdorf, Eulendorf, Garnsdorf, Gersdorf, Goßberg, Greifendorf, Grünlichtenberg, Hermsdorf, Höckendorf, Höfchen, Köthensdorf-Reitzenhain, Kriebethal, Krumbach, Langenstriegis, Lauenhain, Marbach, Markersdorf, Mobendorf, Moosheim, Mühlbach, Naundorf, Niederlichtenau, Oberlichtenau, Ottendorf, Pappendorf, Reichenbach, Riechberg, Ringethal, Rossau, Sachsenburg-Irbersdorf, Schlegel, Schönborn-Dreiwerden, Tanneberg | 54.155          | 56.519          |
| 22  | Mittweida 2                     | Teile des Landkreises Mittweida Städte: Burgstädt, Geringswalde, Lunzenau, Penig, Rochlitz Gemeinden:Aitzendorf, Altgeringswalde, Arnsdorf, Arras, Berthelsdorf, Breitenborn, Chursdorf, Cossen, Crossen, Diethensdorf, Elsdorf, Erlau, Frankenau, Göhren, Göritzhain, Hartmannsdorf, Himmelhartha, Holzhausen, Königsfeld, Königshain, Köttwitzsch, Langenleuba-Oberhain, Leutenhain, Milkau, Mohsdorf, Mühlau, Mutzscheroda, Niedersteinbach, Nöbeln, Noßwitz, Penna, Rochsburg, Sachsendorf, Schwarzbach, Schweikershain, Seelitz, Stein, Steudten, Taura, Tauscha, Thierbach, Topfseifersdorf, Wechselburg, Wiederau, Wittgensdorf, Zetteritz, Zettlitz, Zschoppelshain | Teile des Landkreises Mittweida Städte: Burgstädt, Geringswalde, Lunzenau, Penig, Rochlitz Gemeinden:Aitzendorf, Altgeringswalde, Arnsdorf, Arras, Berthelsdorf, Breitenborn, Chursdorf, Cossen, Crossen, Diethensdorf, Elsdorf, Erlau, Frankenau, Göhren, Göritzhain, Hartmannsdorf, Himmelhartha, Holzhausen, Königsfeld, Königshain, Köttwitzsch, Langenleuba-Oberhain, Leutenhain, Milkau, Mohsdorf, Mühlau, Mutzscheroda, Niedersteinbach, Nöbeln, Noßwitz, Penna, Rochsburg, Sachsendorf, Schwarzbach, Schweikershain, Seelitz, Stein, Steudten, Taura, Tauscha, Thierbach, Topfseifersdorf, Wechselburg, Wiederau, Wittgensdorf, Zetteritz, Zettlitz, Zschoppelshain | 59.858          | 60.090          |
| 23  | Leipziger Land 1                | Teile des Landkreises Leipziger Land Städte:Borna, Frohburg, Geithain, Kitzscher, Kohren-Sahlis, Regis-Breitingen Gemeinden: Altmörbitz, Benndorf, Deutzen, Dolsenhain, Eschefeld, Eula, Flößberg, Frankenhain, Frauendorf, Gnandstein, Greifenhain, Großzössen, Hainichen, Heuersdorf, Hopfgarten, Jahnshain, Lobstädt, Narsdorf, Nauenhain, Nenkersdorf, Neukieritzsch, Neukirchen-Wyhra, Niedergräfenhain, Obergräfenhain, Ossa, Prießnitz, Ramsdorf, Rathendorf, Roda, Syhra, Tautenhain, Thräna, Zedtlitz | Teile des Landkreises Leipziger Land Städte:Borna, Frohburg, Geithain, Kitzscher, Kohren-Sahlis, Regis-Breitingen Gemeinden: Altmörbitz, Benndorf, Deutzen, Dolsenhain, Eschefeld, Eula, Flößberg, Frankenhain, Frauendorf, Gnandstein, Greifenhain, Großzössen, Hainichen, Heuersdorf, Hopfgarten, Jahnshain, Lobstädt, Narsdorf, Nauenhain, Nenkersdorf, Neukieritzsch, Neukirchen-Wyhra, Niedergräfenhain, Obergräfenhain, Ossa, Prießnitz, Ramsdorf, Rathendorf, Roda, Syhra, Tautenhain, Thräna, Zedtlitz | 56.983          | 56.730          |
| 24  | Leipziger Land 2                | Teile des Landkreises Leipziger Land Städte: Böhlen, Groitzsch, Markkleeberg, Pegau, Rötha, Zwenkau Gemeinden: Audigast, Baalsdorf, Berndorf, Breunsdorf, Dreiskau-Muckern, Elstertrebnitz, Espenhain, Gaschwitz, Göhrenz, Großdalzig, Großdeuben, Großpösna, Großstolpen, Holzhausen, Kahnsdorf, Kitzen, Kleinpösna, Knautnaundorf, Kulkwitz, Liebertwolkwitz, Lippendorf-Kieritzsch, Mölbis, Oelzschau, Pötzschau, Quesitz, Räpitz, Rüssen-Kleinstorkwitz, Scheidens, Schkorlopp, Störmthal, Wachau, Wiederau | Teile des Landkreises Leipziger Land Städte: Böhlen, Groitzsch, Markkleeberg, Pegau, Rötha, Zwenkau Gemeinden: Audigast, Baalsdorf, Berndorf, Breunsdorf, Dreiskau-Muckern, Elstertrebnitz, Espenhain, Gaschwitz, Göhrenz, Großdalzig, Großdeuben, Großpösna, Großstolpen, Holzhausen, Kahnsdorf, Kitzen, Kleinpösna, Knautnaundorf, Kulkwitz, Liebertwolkwitz, Lippendorf-Kieritzsch, Mölbis, Oelzschau, Pötzschau, Quesitz, Räpitz, Rüssen-Kleinstorkwitz, Scheidens, Schkorlopp, Störmthal, Wachau, Wiederau | 66.878          | 75.860          |
| 25  | Leipziger Land 3                | Teile des Landkreises Leipziger Land Städte: Markranstädt, Schkeuditz, Taucha Gemeinden: Althen, Böhlitz-Ehrenberg, Borsdorf, Burghausen, Dölzig, Engelsdorf, Frankenheim, Großlehna, Kursdorf, Lausen, Lindenthal, Lützschena, Miltitz, Mölkau, Panitzsch, Plaußig, Podelwitz, Rückmarsdorf, Seehausen, Stahmeln, Wiederitzsch | Teile des Landkreises Leipziger Land Städte: Markranstädt, Schkeuditz, Taucha Gemeinden: Althen, Böhlitz-Ehrenberg, Borsdorf, Burghausen, Dölzig, Engelsdorf, Frankenheim, Großlehna, Kursdorf, Lausen, Lindenthal, Lützschena, Miltitz, Mölkau, Panitzsch, Plaußig, Podelwitz, Rückmarsdorf, Seehausen, Stahmeln, Wiederitzsch | 58.568          | 78.451          |
| 26  | Leipzig 1                       | Teile der Stadt Leipzig :Stadtbezirk Nord, vom Stadtbezirk Nordost die Ortsteile Mockau-Nord und Mockau-Süd, vom Stadtbezirk Nordwest den Ortsteil Möckern | Teile der Stadt Leipzig :Stadtbezirk Nord, vom Stadtbezirk Nordost die Ortsteile Mockau-Nord und Mockau-Süd, vom Stadtbezirk Nordwest den Ortsteil Möckern | 67.036          | 58.493          |
| 27  | Leipzig 2                       | Teile der Stadt Leipzig :Stadtbezirk Südwest, Stadtbezirk Altwest, vom Stadtbezirk Nordwest der Ortsteil Wahren Landkreis Leipziger Land : Hartmannsdorf | Teile der Stadt Leipzig :Stadtbezirk Südwest, Stadtbezirk Altwest, vom Stadtbezirk Nordwest der Ortsteil Wahren Landkreis Leipziger Land : Hartmannsdorf | 63.094          | 59.037          |
| 28  | Leipzig 3                       | Teile der Stadt Leipzig :Stadtbezirk West | Teile der Stadt Leipzig :Stadtbezirk West | 61.947          | 52.602          |
| 29  | Leipzig 4                       | Teile der Stadt Leipzig :Stadtbezirk Südost mit Ausnahme des Ortsteils Reudnitz-Thonberg, Stadtbezirk Süd | Teile der Stadt Leipzig :Stadtbezirk Südost mit Ausnahme des Ortsteils Reudnitz-Thonberg, Stadtbezirk Süd | 63.659          | 57.967          |
| 30  | Leipzig 5                       | Teile der Stadt Leipzig :Stadtbezirk Mitte, vom Stadtbezirk Ost der Ortsteil Neustadt-Neuschönefeld, vom Stadtbezirk Südost der Ortsteil Reudnitz-Thonberg | Teile der Stadt Leipzig :Stadtbezirk Mitte, vom Stadtbezirk Ost der Ortsteil Neustadt-Neuschönefeld, vom Stadtbezirk Südost der Ortsteil Reudnitz-Thonberg | 58.208          | 48.484          |
| 31  | Leipzig 6                       | Teile der Stadt Leipzig :Stadtbezirk Nordost mit Ausnahme der Ortsteile Mockau-Nord und Mockau-Süd, Stadtbezirk Ost mit Ausnahme des Ortsteils Neustadt-Neuschönefeld | Teile der Stadt Leipzig :Stadtbezirk Nordost mit Ausnahme der Ortsteile Mockau-Nord und Mockau-Süd, Stadtbezirk Ost mit Ausnahme des Ortsteils Neustadt-Neuschönefeld | 67.028          | 58.995          |
| 32  | Delitzsch                       | Landkreis Delitzsch Städte:Bad Düben, Delitzsch, Eilenburg, Gemeinden:Authausen, Badrina, Battaune, Beerendorf, Benndorf, Brinnis, Brodau, Döbernitz, Doberschütz, Freiroda, Glaucha, Glesien, Gotha, Hohenprießnitz, Hohenroda, Jesewitz, Kletzen, Klitschmar, Kölsa, Kospa-Pressen, Kossa, Krensitz, Krippehna, Krostitz, Kyhna, Laue, Laußig, Lemsel, Liemehna, Lindenhayn, Lissa, Löbnitz, Mörtitz, Mutschlena. Naundorf, Paschwitz, Pehritzsch, Pohritzsch, Pressel, Priester, Rackwitz, Radefeld, Reibitz, Sausedlitz, Schenkenberg, Schnaditz, Selben, Spröda, Sprotta, Tiefensee, Wiedemar, Wiesenena, Wölkau, Wöllnau, Wolteritz, Zaasch, Zschepplin, Zschernitz, Zschölkau, Zschortau, Zwochau | Landkreis Delitzsch Städte:Bad Düben, Delitzsch, Eilenburg, Gemeinden:Authausen, Badrina, Battaune, Beerendorf, Benndorf, Brinnis, Brodau, Döbernitz, Doberschütz, Freiroda, Glaucha, Glesien, Gotha, Hohenprießnitz, Hohenroda, Jesewitz, Kletzen, Klitschmar, Kölsa, Kospa-Pressen, Kossa, Krensitz, Krippehna, Krostitz, Kyhna, Laue, Laußig, Lemsel, Liemehna, Lindenhayn, Lissa, Löbnitz, Mörtitz, Mutschlena. Naundorf, Paschwitz, Pehritzsch, Pohritzsch, Pressel, Priester, Rackwitz, Radefeld, Reibitz, Sausedlitz, Schenkenberg, Schnaditz, Selben, Spröda, Sprotta, Tiefensee, Wiedemar, Wiesenena, Wölkau, Wöllnau, Wolteritz, Zaasch, Zschepplin, Zschernitz, Zschölkau, Zschortau, Zwochau | 70.505          | 74.470          |
| 33  | Torgau-Oschatz                  | Landkreis Torgau-Oschatz Städte: Belgern, Dommitzsch, Mügeln, Oschatz, Torgau Gemeinden: Ablaß, Arzberg, Beilrode, Blumberg, Bockwitz, Borna, Bucha, Cavertitz, Collm, Döbern, Döbrichau, Elsnig, Falkenberg, Ganzig, Gaunitz, Graditz, Großböhla, Großtreben, Großwig, Hohenwussen, Laas, Lampertswalde, Lausa, Liebersee, Limbach, Liptitz, Loßwig, Luppa, Mahlis, Mehderitzsch, Naundorf, Neiden, Neußen, Schirmenitz, Schweta, Sörnewitz, Sornzig, Staritz, Süptitz, Trossin, Weidenhain, Wellerswalde, Wermsdorf, Weßnig, Wohlau, Wörblitz, Zinna, Zwethau | Landkreis Torgau-Oschatz Städte: Belgern, Dommitzsch, Mügeln, Oschatz, Torgau Gemeinden: Ablaß, Arzberg, Beilrode, Blumberg, Bockwitz, Borna, Bucha, Cavertitz, Collm, Döbern, Döbrichau, Elsnig, Falkenberg, Ganzig, Gaunitz, Graditz, Großböhla, Großtreben, Großwig, Hohenwussen, Laas, Lampertswalde, Lausa, Liebersee, Limbach, Liptitz, Loßwig, Luppa, Mahlis, Mehderitzsch, Naundorf, Neiden, Neußen, Schirmenitz, Schweta, Sörnewitz, Sornzig, Staritz, Süptitz, Trossin, Weidenhain, Wellerswalde, Wermsdorf, Weßnig, Wohlau, Wörblitz, Zinna, Zwethau | 66.951          | 67.883          |
| 34  | Muldental 1                     | Teile des Muldentalkreises Städte:Brandis, Dahlen, Schildau, Wurzen Gemeinden: Altenbach, Audenhain, Beckwitz, Bennewitz, Beucha, Börln, Burkartshain, Dornreichenbach, Falkenhain, Gerichshain, Hohburg, Klitzschen, Kobershain, Kühnitzsch, Kühren, Langenreichenbach, Machern, Melpitz, Meltewitz, Mockrehna, Probsthain, Püchau, Röcknitz-Böhlitz, Schmannewitz, Schöna, Sitzenroda, Staupitz, Strelln, Taura, Thallwitz, Thammenhain, Wildenhain, Wildschütz, | Teile des Muldentalkreises Städte:Brandis, Dahlen, Schildau, Wurzen Gemeinden: Altenbach, Audenhain, Beckwitz, Bennewitz, Beucha, Börln, Burkartshain, Dornreichenbach, Falkenhain, Gerichshain, Hohburg, Klitzschen, Kobershain, Kühnitzsch, Kühren, Langenreichenbach, Machern, Melpitz, Meltewitz, Mockrehna, Probsthain, Püchau, Röcknitz-Böhlitz, Schmannewitz, Schöna, Sitzenroda, Staupitz, Strelln, Taura, Thallwitz, Thammenhain, Wildenhain, Wildschütz, | 50.403          | 56.124          |
| 35  | Muldental 2                     | Teile des Muldentalkreises Städte:Bad Lausick, Colditz, Grimma, Mutzschen, Naunhof, Nerchau, Trebsen Gemeinden:Albrechtshain, Altenhain, Ammelshain, Ballendorf, Beiersdorf, Belgershain, Böhlen, Buchheim, Cannewitz, Döben, Dürrweitzschen, Ebersbach, Erlbach, Etzoldshain, Fremdiswalde, Fuchshain, Glasten, Golzern, Grethen, Großbardau, Großbothen, Großsteinberg, Hausdorf, Höfgen, Klinga, Kössern, Lastau, Lauterbach, Leipnitz, Leisenau, Ragewitz, Seelingstädt, Sermuth-Schönbach, Steinbach, Tanndorf, Threna, Zschadraß, Zschoppach | Teile des Muldentalkreises Städte:Bad Lausick, Colditz, Grimma, Mutzschen, Naunhof, Nerchau, Trebsen Gemeinden:Albrechtshain, Altenhain, Ammelshain, Ballendorf, Beiersdorf, Belgershain, Böhlen, Buchheim, Cannewitz, Döben, Dürrweitzschen, Ebersbach, Erlbach, Etzoldshain, Fremdiswalde, Fuchshain, Glasten, Golzern, Grethen, Großbardau, Großbothen, Großsteinberg, Hausdorf, Höfgen, Klinga, Kössern, Lastau, Lauterbach, Leipnitz, Leisenau, Ragewitz, Seelingstädt, Sermuth-Schönbach, Steinbach, Tanndorf, Threna, Zschadraß, Zschoppach | 54.990          | 60.778          |
| 36  | Döbeln                          | Landkreis Döbeln | Landkreis Döbeln | 64.661          | 64.053          |
| 37  | Riesa-Großenhain 1              | Teile des Landkreises Riesa-Großenhain | Teile des Landkreises Riesa-Großenhain | 47.894          | 47.197          |
| 38  | Riesa-Großenhain 2              | Teile des Landkreises Riesa-Großenhain | Teile des Landkreises Riesa-Großenhain | 49.634          | 51.738          |
| 39  | Meißen-Dresden West             | Teile des geplanten Landkreises Meißen-Dresden (später Landkreis Meißen-Radebeul und Landkreis Meißen) | Teile des geplanten Landkreises Meißen-Dresden (später Landkreis Meißen-Radebeul und Landkreis Meißen) | 57.766          | 57.546          |
| 40  | Meißen-Dresden Ost              | Teile des geplanten Landkreises Meißen-Dresden (später Landkreis Meißen-Radebeul und Landkreis Meißen) sowie des Landkreises Westlausitz-Dresdner Land | | 53.384          | 62.799          |
| 41  | Meißen-Dresden Süd              | Teile des geplanten Landkreises Meißen-Dresden (später Landkreis Meißen-Radebeul und Landkreis Meißen) sowie des Weißeritzkreises | | 62.149          | 70.574          |
| 42  | Dresden 1                       | Teile der Stadt Dresden | Teile der Stadt Dresden | 54.772          | 52.624          |
| 43  | Dresden 2                       | Teile der Stadt Dresden | Teile der Stadt Dresden | 54.721          | 52.911          |
| 44  | Dresden 3                       | Teile der Stadt Dresden | | 65.091          | 61.268          |
| 45  | Dresden 4                       | Teile der Stadt Dresden | Teile der Stadt Dresden | 71.152          | 72.338          |
| 46  | Dresden 5                       | Teile der Stadt Dresden | Teile der Stadt Dresden | 63.721          | 60.283          |
| 47  | Dresden 6                       | Teile der Stadt Dresden | Teile der Stadt Dresden | 63.064          | 62.415          |
| 48  | Weißeritzkreis                  | Teile des Weißeritzkreises | | 71.636          | 74.575          |
| 49  | Sächsische Schweiz 1            | Teile des Landkreises Sächsische Schweiz | Teile des Landkreises Sächsische Schweiz | 61.994          | 63.007          |
| 50  | Sächsische Schweiz 2            | Teile des Landkreises Sächsische Schweiz | | 61.534          | 67.192          |
| 51  | Bautzen 1                       | Teile des Landkreises Bautzen | Teile des Landkreises Bautzen | 62.342          | 64.299          |
| 52  | Bautzen 2                       | Teile des Landkreises Bautzen | Teile des Landkreises Bautzen | 62.438          | 63.032          |
| 53  | Westlausitz 1                   | Teile des Landkreises Westlausitz-Dresdner Land (später Landkreis Kamenz) | Teile des Landkreises Westlausitz-Dresdner Land (später Landkreis Kamenz) | 42.786          | 45.550          |
| 54  | Westlausitz 2                   | Teile des Landkreises Westlausitz-Dresdner Land (später Landkreis Kamenz) | Teile des Landkreises Westlausitz-Dresdner Land (später Landkreis Kamenz) | 41.880          | 45.886          |
| 55  | Hoyerswerda                     | Stadt Hoyerswerda | Stadt Hoyerswerda | 49.356          | 44.318          |
| 56  | Niederschlesische Oberlausitz 1 | Teile des Niederschlesischen Oberlausitzkreises | Teile des Niederschlesischen Oberlausitzkreises | 42.575          | 42.613          |
| 57  | Niederschlesische Oberlausitz 2 | Teile des Niederschlesischen Oberlausitzkreises | Teile des Niederschlesischen Oberlausitzkreises | 43.216          | 46.797          |
| 58  | Görlitz                         | Stadt Görlitz | Stadt Görlitz | 53.629          | 49.150          |
| 59  | Sächsische Oberlausitz 1        | Teile des Sächsischen Oberlausitzkreises (später Landkreis Löbau-Zittau) | Teile des Sächsischen Oberlausitzkreises (später Landkreis Löbau-Zittau) | 62.530          | 61.662          |
| 60  | Sächsische Oberlausitz 2        | Teile des Sächsischen Oberlausitzkreises (später Landkreis Löbau-Zittau) | Teile des Sächsischen Oberlausitzkreises (später Landkreis Löbau-Zittau) | 63.718          | 62.343          |
|     |                                 | Gesamt | Gesamt | 3.586.160       | 3.595.456       |

### Einteilung zur Wahl 1990
| Nr. | Wahlkreis                                | Gebiet | Wahlberechtigte | Direktmandat          |
| --- | ---------------------------------------- | --- | --------------- | --------------------- |
| 1   | Delitzsch                                | Landkreis Delitzsch | 40.236          | Dietmar Wildführ      |
| 2   | Eilenburg                                | Landkreis Eilenburg | 37.859          | Rita Henke            |
| 3   | Wurzen                                   | Landkreis Wurzen | 37.996          | Adolf Böhm            |
| 4   | Torgau                                   | Landkreis Torgau | 40.800          | Karl Sachse           |
| 5   | Leipzig I                                | Leipzig: Stadtbezirke Mitte I mit den Wohnbezirken 115–130 und West I mit den Wohnbezirken 702–729 | 55.776          | Joachim Dirschka      |
| 6   | Leipzig II                               | Leipzig: Stadtbezirke Mitte II mit den Wohnbezirken 131 bis 137 und Nord | 57.861          | Rudolf Krause         |
| 7   | Leipzig III                              | Leipzig: Stadtbezirke Mitte III mit den Wohnbezirken 104 bis 114 und Nordost I mit den Wohnbezirken 313 bis 343 | 57.237          | Wolfgang Nowak        |
| 8   | Leipzig IV                               | Leipzig: Stadtbezirk Nordost II mit den Wohnbezirken 301 bis 312 und 344 bis 360 | 34.171          | Uwe Albrecht          |
| 9   | Leipzig V                                | Leipzig: Stadtbezirke Süd I mit den Wohnbezirken 437, 438, 440, 441, 445 und 485 und Südost | 52.708          | Friedbert Groß        |
| 10  | Leipzig VI                               | Leipzig: Stadtbezirk Süd II mit den restlichen Wohnbezirken | 57.664          | Herbert Goliasch      |
| 11  | Leipzig VII                              | Leipzig: Stadtbezirk Südwest | 40.612          | Eva Maria Wünsche     |
| 12  | Leipzig VIII                             | Leipzig: Stadtbezirk West II mit den Wohnbezirken 730 bis 755 | 52.039          | Volker Schimpff       |
| 13  | Leipzig, Land I                          | Landkreis Leipzig: Althen, Baalsdorf, Borsdorf, Dölzig, Engelsdorf, Göbschelwitz, Großpösna, Hohenheida, Holzhausen, Klainpösna, Kursdorf, Liebertwolkwitz, Lindenthal, Lützschena, Merkwitz, Mölkau, Panitzsch, Plaußig, Podelwitz, Pönitz, Schkeuditz, Seehausen, Stahmeln, Taucha, Wiederitzsch | 56.492          | Ingo Schubert         |
| 14  | Leipzig, Land II                         | Landkreis Leipzig: Böhlitz-Ehrenberg, Burghausen, Frankenheim, Gaschwitz, Göhrenz, Großdalzig, Großdeuben, Großlehna, Hartmannsdorf, Kitzen, Knautnaundorf, Kulkwitz, Lausen, Markkleeburg, Markranstädt, Miltitz, Quesitz, Räpitz, Rückmarsdorf, Scheidens, Schkorloop, Störmthal, Wachau, Zwenkau | 46.893          | Günter Krone          |
| 15  | Borna I                                  | Landkreis Borna: Audigast, Auligk, Berndorf, Böhlen, Borna, Breunsdorf, Deutzen, Elstertrebnitz, Espenhain, Groitzsch, Großstolpen, Großzössen, Heuersdorf, Kahnsdorf, Lippendorf-Kieritzsch, Lobstädt, Neukieritzsch, Neukirchen, Pegau, Ramsdorf, Regis-Breitingen, Rötha, Rüssen-Kleinstorkwitz, Thräna, Wiederau, Zedtlitz | 55.928          | Karl Weise            |
| 16  | Geithain – Borna II                      | Landkreis Geithain Landkreis Borna: Dreiskau-Muckern, Eula, Hainichen, Kitzscher, Mölbis, Oelzschau, Pötzschau, Steinbach | 35.089          | Dietmar Laue          |
| 17  | Grimma                                   | Landkreis Grimma | 48.009          | Hermann Winkler       |
| 18  | Oschatz – Döbeln II                      | Landkreis Oschatz Landkreis Döbeln: Auerschütz, Bockelwitz, Börtewitz, Gallschütz, Gersdorf, Jahna-Pulsitz, Kiebitz, Leisnig, Minkwitz, Naunhof, Noschkowitz, Ostrau, Polkenberg, Schrebitz | 52.411          | Wolfgang Süß          |
| 19  | Döbeln I                                 | Landkreis Döbeln: Beicha, Choren, Döbeln, Dürrweitzschen, Ebersbach, Gebersbach-Knobelsdorf, Gleisberg, Großweitzschen, Hartha, Haßlau, Littdorf, Lüttewitz-Dreißig, Mochau, Mockritz, Niederstriegis, Reinsdorf, Roßwein, Steina, Technitz, Töpeln, Waldheim, Wendishain, Westewitz, Ziegra, Zschaitz | 53.662          | Paul Sprotte          |
| 20  | Riesa I                                  | Landkreis Riesa: Bahra, Bloßwitz, Bobersen, Boritz, Gohlis, Heyda, Jacobsthal, Jahnishausen, Kreinitz, Leutewitz, Lorenzkirch, Mautitz, Mehltheuer, Nickritz, Paußnitz, Plotitz, Prausitz, Riesa, Röderau, Seerhausen, Staucha, Stauchitz, Strehla, Zeithain | 51.301          | Heiner Sandig         |
| 21  | Großenhain – Riesa II                    | Landkreis Großenhain Landkreis Riesa: Colmnitz, Diesbar-Seußlitz, Frauenhain, Glaubitz, Goltzscha, Gröditz, Koselitz, Lichtensee, Merschwitz, Nauwalde, Nieska, Nünchritz, Peritz, Pulsen, Spansberg, Streumen, Weißig, Wülknitz | 50.668          | Horst Rasch           |
| 22  | Meißen I                                 | Landkreis Meißen: Diera, Gröbern, Großdobritz, Jahna-Löthain, Meißen, Niederau, Niederlommatzsch, Ockrilla, Piskowitz b. Zehren, Weinböhla, Winkwitz, Zehren | 40.643          | Dietrich Gregori      |
| 23  | Meißen II                                | Landkreis Meißen: Bockwen-Polenz, Burkhardswalde-Munzig, Coswig, Deutschenbora, Dörschnitz, Garsebach, Gauernitz, Heynitz, Klipphausen, Krögis, Leuben, Lommatzsch, Miltitz, Neckanitz, Nossen, Planitz-Deila, Raußlitz, Rhäsa, Röhrsdorf, Rüsseina, Scharfenberg, Schleinitz, Striegnitz, Tanneberg, Taubenheim, Wachtnitz, Weistropp, Wuhnitz, Ziegenhain | 44.483          | Karin Keller          |
| 24  | Kamenz                                   | Landkreis Kamenz | 44.250          | Ludwig Noack          |
| 25  | Hoyerswerda I                            | Hoyerswerda | 48.601          | Werner Klinnert       |
| 26  | Hoyerswerda II – Bautzen IV              | Landkreis Hoyerswerda: Bärwalde, Bernsdorf, Bluno, Bröthen, Burg, Burghammer, Dörgenhausen, Dubring, Geierswalde, Groß Särchen, Hermsdorf/Spree, Hoske, Klein-Partwitz, Knappenrode, Koblenz, Kotten, Laubusch, Lauta, Leippe, Litschen, Lohsa, Maukendorf, Mönau, Nardt, Neustadt, Neuwiese, Sabrodt, Schwarzkollm, Seidewinkel, Sollschwitz, Spohla, Spreewitz, Steinitz, Tätzschwitz, Uhyst, Wartha, Weißkollm, Wiednitz, Wittichenau, Zeißholz, Zeißig Landkreis Bautzen: Kleinwelka, Königswartha, Luga, Neschwitz, Puschwitz, Radibor, Saritsch | 39.064          | Gerhard Kockert       |
| 27  | Weißwasser                               | Landkreis Weißwasser | 41.483          | Ludwig Thomaschk      |
| 28  | Niesky – Görlitz, Land I – Bautzen III   | Landkreis Niesky Landkreis Görlitz: Deschka, Ebersbach, Girbigsdorf, Groß Krauscha, Jauernick-Buschbach, Königshain, Kunnersdorf, Kunnerwitz, Ludwigsdorf, Markersdorf, Pfaffendorf, Schlauroth, Zodel Landkreis Bautzen: Baruth, Drehsa, Gröditz, Guttau, Kleinbautzen, Kleinsaubernitz, Kotitz, Malschwitz, Maltitz, Nostitz, Purschwitz, Weißenberg, Wurschen | 41.772          | Hartmut Ulbricht      |
| 29  | Görlitz                                  | Görlitz | 55.718          | Volker Bandmann       |
| 30  | Görlitz, Land II – Zittau II – Löbau III | Landkreis Görlitz: Altbernsdorf a. d. Eigen, Arnsdorf-Hilbersdorf, Buchholz, Deutsch Ossig, Deutsch Paulsdorf, Dittersbach a. d. Eigen, Dittmannsdorf, Friedersdorf, Gersdorf, Hagenwerder, Kiesdorf a. d. Eigen, Leuba, Melaune, Meuselwitz, Mengelsdorf, Ostritz, Reichenbach/O.L., Schönau-Berzdorf a. d. Eigen, Sohland a. Rotstein Landkreis Zittau: Dittelsdorf, Eckartsberg, Hirschfelde, Hörnitz, Leutersdorf, Mittelherwigsdorf, Niederoderwitz, Oberseifersdorf, Schlegel, Spitzkunnersdorf, Wittgendorf Landkreis Löbau: Bernstadt, Berthelsdorf, Bischdorf, Großhennersdorf, Herrnhut, Herwigsdorf, Kemnitz, Rennersdorf/O.L., Seifhennersdorf, Strahwalde | 43.542          | Martin Clemens        |
| 31  | Zittau I                                 | Landkreis Zittau: Bertsdorf, Großschönau, Hainewalde, Hartau, Jonsdorf, Lückendorf, Olbersdorf, Oybin, Waltersdorf, Zittau | 43.949          | Peter Dierich         |
| 32  | Bautzen I                                | Landkreis Bautzen: Bautzen, Commerau b. Klix, Crosta, Doberschau, Großdubrau, Klix, Luppa, Luttowitz, Milkel, Neudorf/Spree, Niedergurig, Oppitz, Quatitz, Sdier, Stiebitz | 43.593          | Marko Schiemann       |
| 33  | Bautzen II – Löbau II                    | Landkreis Bautzen: Coblenz, Crostau, Eulowitz, Gaußig, Gnaschwitz, Göda, Großpostwitz, Hochkirch, Jenkwitz, Kirschau, Kubschütz, Niederkaina, Obergurig, Plotzen, Pommritz, Prischwitz, Rodewitz/Spree, Salzenforst-Bolbritz, Schirgiswalde, Sohland/Spree, Taubenheim/Spree, Wehrsdorf, Wilthen Landkreis Löbau: Breitendorf, Eiserode, Georgewitz-Bellwitz, Großdehsa, Kittlitz, Kleindehsa, Kleinradmeritz, Lautitz, Löbau, Rosenhain, Zoblitz | 48.841          | Horst Gallert         |
| 34  | Löbau I                                  | Landkreis Löbau: Beiersdorf, Cunewalde, Dürrhennersdorf, Ebersbach, Ebersdorf, Eibau, Friedersdorf, Großschweidnitz, Kottmarsdorf, Lauba, Lawalde, Neueibau, Neugersdorf, Neusalza-Spremberg, Niedercunnersdorf, Obercunnersdorf, Oberoderwitz, Oppach, Ottenhain, Ruppersdorf/O.L., Schönbach, Walddorf, Weigsdorf-Köblitz | 44.819          | Heinz Lehmann         |
| 35  | Pirna I                                  | Landkreis Pirna: Birkwitz-Pratzschwitz, Dorf Wehlen, Graupa, Pirna, Rathen, Stadt Wehlen, Wünschendorf | 38.273          | Klaus Leroff          |
| 36  | Pirna II                                 | Landkreis Pirna: Bad Gottleuba, Bad Schandau, Bahratal, Berggießhübel, Bielatal, Borna-Gersdorf, Börnersdorf-Breitenau, Burkhardswalde, Cotta, Cunnersdorf bei Königstein, Döbra, Dohma, Dohna, Friedrichswalde-Ottendorf, Goes, Gohrisch, Göppersdorf, Gorknitz, Großröhrsdorf, Heidenau, Königstein/Sächs. Schw., Köttewitz-Krebs, Krippen, Langenhennersdorf, Leupoldishain, Liebstadt, Maxen, Meusegast, Mühlbach, Naundorf, Nentmannsdorf-Niederseidewitz, Oelsen, Papstdorf (inkl. Kleinhennersdorf), Pfaffendorf, Porschdorf, Prossen, Rathmannsdorf, Reinhardtsdorf-Schöna, Röhrsdorf, Rosenthal, Struppen, Thürmsdorf, Waltersdorf b. Liebstadt, Weesenstein  | 44.851          | Wolfgang Madai        |
| 37  | Sebnitz                                  | Landkreis Sebnitz | 37.403          | Eckmar Hähnel         |
| 38  | Bischofswerda                            | Landkreis Bischofswerda | 48.206          | Andreas Hahn          |
| 39  | Dresden I                                | Dresden: Stadtbezirk Ost mit den Wohnbezirken 302 bis 381, 501 bis 511 | 50.567          | Ingo Zimmermann       |
| 40  | Dresden II                               | Dresden: Stadtbezirk Ost mit den Wohnbezirken 383 bis 397, 513 bis 568 | 41.504          | Dieter Reinfried      |
| 41  | Dresden III                              | Dresden: Stadtbezirk Süd (teilweise) und West (teilweise), entsprach den Wohnbezirken 633 bis 636, 639 bis 647, 653, 664, bis 703, 802 bis 822 | 53.500          | Helmut Münch          |
| 42  | Dresden IV                               | Dresden: Stadtbezirk Süd (teilweise) mit den Wohnbezirken 601 bis 632, 638, 648 bis 652, 656 bis 663, 704 bis 713 | 46.331          | Erich Iltgen          |
| 43  | Dresden V                                | Dresden: Stadtbezirk Mitte (teilweise) mit den Wohnbezirken 001 bis 034, 060 bis 093 | 53.224          | Volker Nollau         |
| 44  | Dresden VI                               | Dresden: Stadtbezirke Mitte (teilweise) und Nord (teilweise) mit den Wohnbezirken 036 bis 057, 102 bis 108, 143, 159 bis 167, 186 bis 199, 224 bis 250 | 44.345          | Friederike de Haas    |
| 45  | Dresden VII                              | Dresden: Stadtbezirk Nord (teilweise) mit den Wohnbezirken 110 bis 142, 145 bis 155, 170 bis 182, 207 bis 223 | 42.241          | Karl Mannsfeld        |
| 46  | Dresden VIII                             | Dresden: Stadtbezirk West (teilweise) mit den Wohnbezirken 830 bis 908 | 47.365          | Arnold Vaatz          |
| 47  | Dresden, Land II – Freital III           | Landkreis Dresden: Altfranken, Boxdorf, Brabschütz, Cossebaude, Friedewald, Gompitz, Mobschatz, Moritzburg, Oberwartha, Ockerwitz, Pesterwitz, Radebeul, Reichenberg, Volkersdorf, Wilsdruff Landkreis Freital: Braunsdorf, Grumbach, Helbigsdorf, Kesselsdorf, Mohorn | 43.448          | Matthias Rößler       |
| 48  | Dresden, Land I                          | Landkreis Dresden: Arnsdorf b. Dresden, Bärnsdorf, Berbisdorf, Borsberg, Cunnersdorf, Eschdorf, Fischbach, Gönnsdorf, Großdittmannsdorf, Großerkmannsdorf, Grünberg b. Radeberg, Hermsdorf, Langebrück, Leppersdorf, Liegau-Augustusbad, Lomnitz, Malschendorf, Medingen, Ottendorf-Okrilla, Pappritz, Radeberg, Radeburg, Rockau, Schönborn b. Radeberg, Schönfeld, Schullwitz, Seifersdorf b. Radeberg, Steinbach, Ullersdorf b. Radeberg, Wachau b. Radeberg, Wallroda, Weißig, Weixdorf | 44.465          | Hans Heinz Lehner     |
| 49  | Freital I                                | Landkreis Freital: Bannewitz, Bärenklause-Kautzsch, Borthen, Freital, Goppeln, Landkreischa, Oelsa, Possendorf, Rabenau, Rippien, Sobrigau | 43.795          | Lothar Mende          |
| 50  | Dippoldiswalde – Freital II              | Landkreis Dippoldiswalde Landkreis Freital: Colmnitz, Dorfhain, Klingenberg, Kurort Hartha, Pohrsdorf, Tharandt | 40.223          | Andrea Hubrig         |
| 51  | Flöha                                    | Landkreis Flöha | 38.895          | Eckhard Weigel        |
| 52  | Freiberg I                               | Landkreis Freiberg: Bieberstein, Conradsdorf, Dittmannsdorf, Freiberg, Großschirma, Großvoigtsberg, Halsbrücke, Hetzdorf, Hirschfeld, Hohentanne, Kleinvoigtsberg, Krummenhennersdorf, Neukirchen, Niederschöna, Obergruna, Reichenbach b. Siebenlehn, Reinsberg, Seifersdorf, Siebenlehn | 49.648          | Klaus Husemann        |
| 53  | Brand-Erbisdorf – Freiberg II            | Landkreis Brand-Erbisdorf Landkreis Freiberg: Bräunsdorf, Hilbersdorf, Kleinschirma, Kleinwaltersdorf, Langhennersdorf, Naundorf, Niederbobritzsch, Oberbobritzsch, Oberschöna, Weißenborn/Erzgeb., Zug | 36.529          | Peter Heinrich        |
| 54  | Marienberg                               | Landkreis Marienberg | 47.086          | Karl-Heinz Binus      |
| 55  | Glauchau                                 | Landkreis Glauchau | 50.118          | Gunter Bolick         |
| 56  | Hohenstein-Ernstthal                     | Landkreis Hohenstein-Ernstthal | 46.324          | Albrecht Buttolo      |
| 57  | Rochlitz                                 | Landkreis Rochlitz | 37.906          | Andreas Schramm       |
| 58  | Hainichen                                | Landkreis Hainichen | 48.965          | Christoph Richter     |
| 59  | Chemnitz I                               | Chemnitz: Stadtbezirk Mitte-Nord (teilweise) mit den Stimmbezirken 060 bis 174b | 49.268          | Heinz Böttrich        |
| 60  | Chemnitz II                              | Chemnitz: Stadtbezirke Mitte-Nord (teilweise) und West (teilweise) mit den Stimmbezirken 010 bis 052 und 490 bis 522 | 40.173          | Hans-Jörg Kannegießer |
| 61  | Chemnitz III                             | Chemnitz: Stadtbezirk West (teilweise) mit den Stimmbezirken 400 bis 484 | 42.065          | Klaus-Dieter Kühnrich |
| 62  | Chemnitz IV                              | Chemnitz: Stadtbezirk Süd (teilweise) mit den Stimmbezirken 600a bis 682 | 45.708          | Wolf-Dieter Beyer     |
| 63  | Chemnitz V                               | Chemnitz: Stadtbezirk Süd (teilweise) mit den Stimmbezirken 200 bis 343 | 51.854          | Wolfgang Weber        |
| 64  | Chemnitz, Land II – Stollberg II         | Landkreis Chemnitz: Adorf/Erzgeb., Burkhardtsdorf, Dittersdorf, Einsiedel, Euba, Grüna, Kemtau, Klaffenbach, Kleinolbersdorf-Altenhain, Mittelbach, Neukirchen/Erzgeb. Landkreis Stollberg: Auerbach, Gornsdorf, Hormersdorf, Jahnsdorf, Meinersdorf, Thalheim/Erzgeb. | 38.382          | Bernd Klaußner        |
| 65  | Chemnitz, Land I                         | Landkreis Chemnitz: Auerswalde, Bräunsdorf, Burgstädt, Claußnitz, Diethensdorf, Garnsdorf, Hartmannsdorf, Kändler, Köthensdorf-Reitzenhain, Limbach-Oberfrohna, Markersdorf b. Burgstädt, Mohsdorf, Mühlau, Niederfrohna, Niederlichtenau, Oberlichtenau, Pleißa, Röhrsdorf, Taura b. Burgstädt, Wittgensdorf | 55.057          | Fritz Hähle           |
| 66  | Stollberg I                              | Landkreis Stollberg: Beutha, Brünlos, Dorfchemnitz, Erlbach-Kirchberg, Hohndorf, Leukersdorf/Erzgeb., Lugau/Erzgeb., Neuwürschnitz, Niederdorf, Niederwürschnitz, Oelsnitz/Erzgeb., Stollberg/Erzgeb., Ursprung | 43.625          | Stephan Reber         |
| 67  | Zschopau – Annaberg II                   | Landkreis Zschopau Landkreis Annaberg: Geyer, Neundorf, Schönfeld, Tannenberg, Wiesa, Wiesenbad | 50.126          | Eckhard Börner        |
| 68  | Annaberg I                               | Landkreis Annaberg: Annaberg-Buchholz, Arnsfeld, Bärenstein, Cranzahl, Crottendorf, Cunersdorf, Dörfel, Elterlein, Frohnau, Geyersdorf, Grumbach, Hammerunterwiesenthal, Hermannsdorf, Jöhstadt, Königswalde, Mildenau, Neudorf, Oberscheibe, Oberwiesenthal, Scheibenberg, Schlettau, Schmalzgrube, Schwarzbach, Sehma, Steinbach, Walthersdorf | 53.264          | Günther Brückner      |
| 69  | Zwickau, Land I                          | Landkreis Zwickau: Cainsdorf, Crossen, Culitzsch, Cunersdorf, Ebersbrunn, Friedrichsgrün, Härtensdorf, Hirschfeld, Kirchberg, Leutersbach, Lichtentanne, Mosel, Mülsen St. Jacob, Mülsen St. Micheln, Mülsen St. Niclas, Niedercrinitz, Niedermülsen, Obercrinitz, Oberrothenbach, Ortmannsdorf, Reinsdorf, Rottmannsdorf, Saupersdorf, Schneppendorf, Schönfels, Silberstraße, Stangendorf, Stangengrün, Stenn, Thurm, Vielau, Wiesenburg, Wildenfels, Wilkau-Haßlau, Wolfersgrün, Wulm | 54.411          | Christian Hauck       |
| 70  | Aue II – Zwickau, Land II                | Landkreis Aue: Blauenthal, Burkhardtsgrün, Carlsfeld, Eibenstock, Hundshübel, Lindenau, Schlema, Schneeberg, Schönheide, Sosa, Stützengrün, Wildbach, Wildenthal, Zschorlau Landkreis Zwickau: Bärenwalde, Hartenstein, Hartmannsdorf b. Kirchberg, Langenbach, Lichtenau, Thierfeld, Weißbach, Zschocken | 49.066          | Siegfried Pausch      |
| 71  | Aue I                                    | Landkreis Aue: Affalter, Albernau, Aue, Bernsbach, Bockau, Lauter/Sa., Lößnitz, Zwönitz | 47.877          | Thomas Colditz        |
| 72  | Schwarzenberg                            | Landkreis Schwarzenberg | 43.229          | Karl Matko            |
| 73  | Werdau                                   | Landkreis Werdau | 54.282          | Wolfgang Enders       |
| 74  | Zwickau I                                | Zwickau: westlicher Teil mit den Stimmbezirken 011 bis 154 | 43.284          | Thomas Pietzsch       |
| 75  | Zwickau II                               | Zwickau: östlicher Teil mit den Stimmbezirken 155 bis 275 | 47.842          | Johannes Kühnel       |
| 76  | Reichenbach                              | Landkreis Reichenbach | 42.424          | Uwe Grüning           |
| 77  | Oelsnitz – Plauen, Land                  | Landkreis Oelsnitz Landkreis Plauen | 46.993          | Jochen Melzer         |
| 78  | Plauen                                   | Plauen | 57.781          | Kurt Stempell         |
| 79  | Auerbach I                               | Landkreis Auerbach: Altmannsgrün, Auerbach/Vogtl., Beerheide, Eich/Sa., Ellefeld, Hartmannsgrün, Neustadt/Vogtl., Oberlauterbach, Plohn, Rebesgrün, Reumtengrün, Rodewisch, Röthenbach, Rothenkirchen, Rützengrün, Schnarrtanne, Schreiersgrün, Treuen, Wernesgrün, Wildenau | 41.403          | Arndt Rauchalles      |
| 80  | Klingenthal – Auerbach II                | Landkreis Klingenthal Landkreis Auerbach: Bergen, Falkenstein/Vogtl., Grünbach, Kottengrün, Trieb/Vogtl., Werda | 39.714          | Ursula Kulscher       |

## Anmerkung
1. 1 2 3  Damals war geplant, statt eines Vogtlandkreises zwei Kreise zu bilden (sog. Zweikreisvariante). Diese beiden Kreise, Elstertalkreis und Göltzschtalkreis, wurden aufgrund eines Gerichtsurteils allerdings nie gebildet.